# Boeing B-17 Flying Fortress
Boeing B-17 Flying Fortress (Pháo đài bay) là kiểu máy bay ném bom hạng nặng 4 động cơ được phát triển cho Không lực Hoa Kỳ (USAAF) và được đưa vào sử dụng vào cuối những năm 1930. Cạnh tranh cùng với Douglas và Martin trong một hợp đồng chế tạo 200 máy bay ném bom, thiết kế của hãng Boeing vượt trội hơn cả hai đối thủ và vượt xa những yêu cầu của Không lực. Cho dù Boeing bị mất hợp đồng do máy bay nguyên mẫu bị rơi, Không lực Mỹ vẫn bị ấn tượng bởi thiết kế của Boeing và đặt hàng 13 chiếc B-17. B-17 Flying Fortress tiếp tục được đưa vào sản xuất và được xem là chiếc máy bay lớn đầu tiên sản xuất hàng loạt, lần lượt trải qua nhiều phiên bản cải tiến từ B-17A đến B-17G.
B-17 được Không lực Mỹ sử dụng chủ yếu trong các chiến dịch ném bom chiến lược chính xác ban ngày vào các mục tiêu công nghiệp, quân sự và dân sự của Đức trong Thế Chiến II. Các đơn vị Mỹ là Không Lực 8 đóng tại Anh và Không Lực 15 đóng tại Ý góp phần bổ sung cho nhiệm vụ ném bom khu vực ban đêm của Bộ chỉ huy Không quân Ném bom thuộc Không quân Hoàng gia Anh trong chiến dịch Pointblank, giúp đạt được ưu thế trên không trên các thành phố, nhà máy và chiến trường Tây Âu chuẩn bị cho Trận chiến Normandy. B-17 cũng tham gia, với quy mô hạn chế hơn, tại Mặt trận Thái Bình Dương, không kích vào tàu bè và sân bay Nhật Bản.
Ngay từ trước chiến tranh, Không lực Hoa Kỳ (sau này là Không quân Hoa Kỳ) đã xem máy bay này là vũ khí chiến lược quan trọng có uy lực lớn, bay cao, ném bom tầm xa, có sức phá hủy lớn trong khi có khả năng tự phòng thủ, và nhất là khả năng quay về sân bay nhà cho dù hư hại nặng trong chiến đấu. Độ bền của nó, nhất là đáp bằng bụng và đáp trên mặt nước, nhanh chóng lan truyền như một huyền thoại. Những câu chuyện và hình ảnh những chiếc B-17 sống sót sau những hư hại trong chiến đấu được truyền tay nhau, càng nâng cao tính biểu tượng của nó. Cho dù tầm bay và tải trọng bom đều kém hơn so với chiếc B-24 Liberator vốn có số lượng nhiều hơn, một cuộc điều tra trên các phi đội của Không Lực 8 cho thấy mức độ hài lòng cao hơn dành cho chiếc B-17. Với trần bay cao hơn mọi máy bay Đồng Minh đương thời, bản thân B-17 trở thành một hệ thống vũ khí tuyệt vời, ném nhiều bom hơn bất kỳ máy bay Mỹ nào khác trong Thế Chiến II. Trong số 1,5 triệu tấn bom từng được máy bay ném xuống Đức, 640.000 tấn đã được ném bởi B-17.

## Thiết kế và phát triển

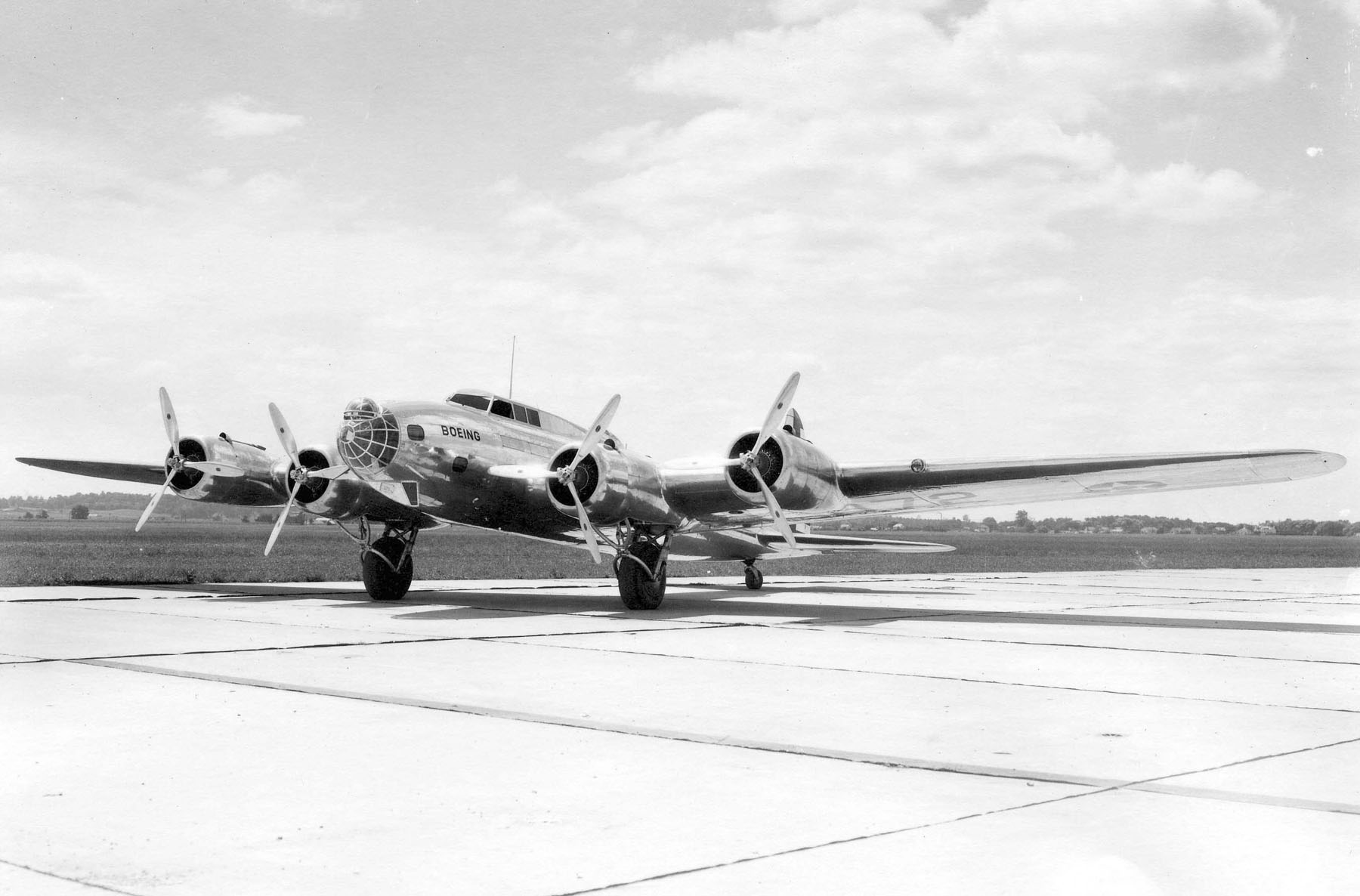
Kiểu 299 số hiệu NX13372

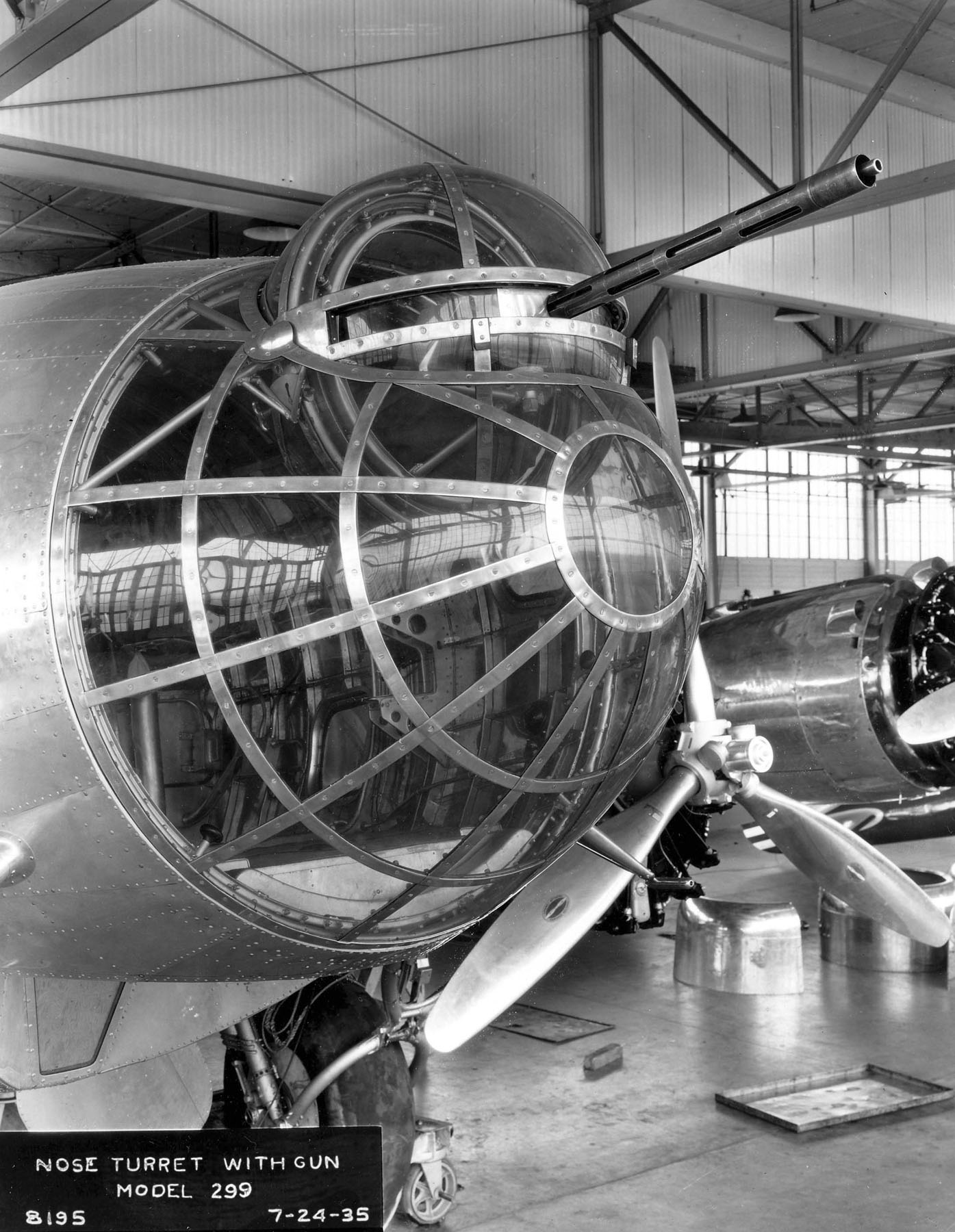
Tháp súng mũi và súng máy trang bị cho chiếc nguyên mẫu.

Ngày 8 tháng 8 năm 1934, Không lực Lục quân Hoa Kỳ (USAAC) mở thầu một kiểu máy bay ném bom nhiều động cơ nhằm thay thế cho chiếc Martin B-10. Các yêu cầu là nó phải mang được "tải trọng bom hữu ích" ở độ cao 3 km (10.000 ft) trong 10 giờ với tốc độ tối đa ít nhất là 322 km/h (200 dặm mỗi giờ). Họ cũng mong mỏi, nhưng không bắt buộc, tầm bay xa 3.200 km (2.000 dặm) và tốc độ đạt 400 km/h (250 dặm mỗi giờ). Không lực đang tìm kiếm một kiểu máy bay ném bom có khả năng tăng cường lực lượng không quân tại Hawaii, Panama, và Alaska. Cuộc cạnh tranh sẽ được quyết định bằng cuộc thi tại căn cứ Wright Field, Dayton, Ohio. Boeing sẽ phải cạnh tranh cùng với những chiếc Douglas DB-1 và Martin Model 146 để được hợp đồng của Không lực.
Chiếc nguyên mẫu B-17, đặt tên Kiểu 299, được thiết kế bởi một nhóm kỹ sư dưới sự lãnh đạo bởi E. Gifford Emery và Edward Curtis Wells, được chế tạo bằng kinh phí riêng của Boeing. Nó kết hợp những tính năng của kiểu ném bom thử nghiệm Boeing XB-15 và máy bay vận tải Boeing 247. B-17 mang được đến 2.200 kg (4.800 lb) bom trên 2 giá trong khoang bom phía sau khoang lái và được trang bị năm súng máy 7,62 mm (0,30 inch), và gắn bốn động cơ Pratt & Whitney R-1690 bố trí hình tròn, mỗi chiếc có công suất 750 mã lực (600 kW) ở độ cao 2.130 m (7.000 ft).
Chuyến bay đầu tiên của Kiểu 299 diễn ra vào ngày 28 tháng 7 năm 1935, do phi công thử nghiệm trưởng của Boeing là Leslie Tower điều khiển. Richard Williams, một thông tín viên của tờ Seattle Times, đã đặt ra cái tên "Flying Fortress" (Pháo đài bay) khi thấy chiếc Kiểu 299 lăn bánh ra khỏi xưởng, phô diễn nhiều khẩu súng máy tua tủa để tự vệ. Boeing nhanh chóng nhận ra giá trị tiếp thị và đã đăng ký thương hiệu để sử dụng cái tên này. Vào ngày 20 tháng 8, chiếc nguyên mẫu bay từ Seattle đến Wright Field trong chín giờ và ba phút, với tốc độ trung bình 378 km/h (235 dặm mỗi giờ), nhanh hơn nhiều so với những chiếc cạnh tranh.
Trong cuộc bay loại, thiết kế của chiếc Boeing 4-động cơ trình diễn tính năng bay hơn hẳn những kiểu 2-động cơ DB-1 và Kiểu 146, và Trung tướng Frank Maxwell Andrews thuộc Bộ chỉ huy Không lực tin rằng khả năng bay xa của loại máy bay lớn 4 động cơ sẽ hiệu quả hơn máy bay 2 động cơ có tầm bay ngắn hơn. Quan điểm của ông cũng được sự đồng tình của các quan chức mua sắm Không lực, và cho dù cuộc cạnh tranh chưa kết thúc họ đã đề nghị đặt mua 65 chiếc B-17.

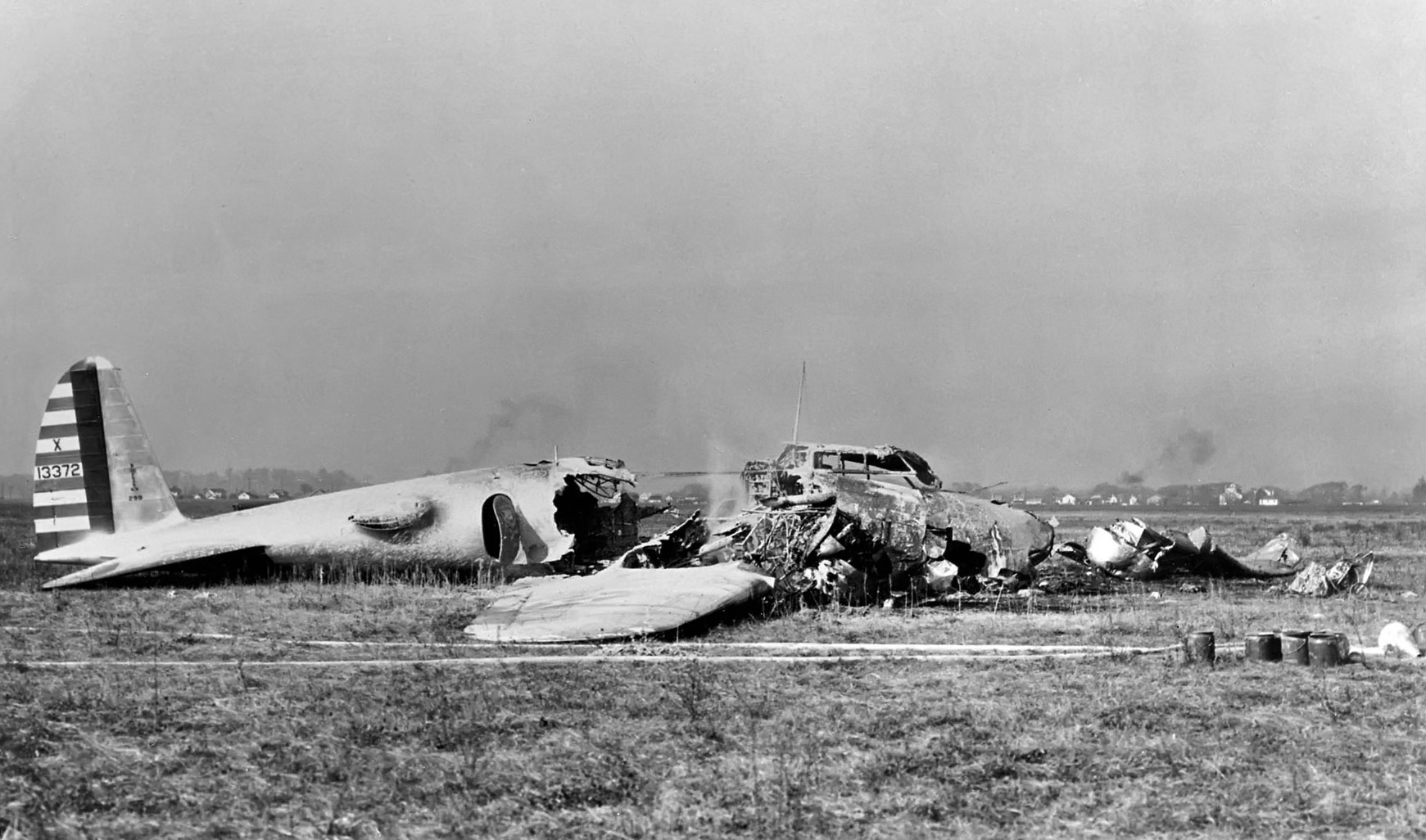
Chiếc nguyên mẫu Kiểu 299 bị rơi

Công việc phát triển vẫn được tiếp tục trên chiếc Boeing Kiểu 299, nhưng vào ngày 30 tháng 10 năm 1935, phi công thử nghiệm của Không lực là Thiếu tá Ployer Peter Hill cùng Leslie Tower của Boeing lái chiếc 299 trên chuyến bay đánh giá lần thứ hai. Đội bay quên nhả các "khóa gió" của máy bay, một thiết bị giữ những mặt phẳng điều khiển máy bay cố định tại chỗ khi máy bay đậu trên mặt đất; và khi cất cánh nó bị mất kiểm soát và rơi, giết chết Hill và Tower trong khi các quan sát viên khác bị thương. Sự kiện này làm cho Kiểu 299 không thể hoàn tất việc đánh giá, và trong khi Không lực còn đang say mê những tiềm năng của chiếc máy bay, các viên chức Lục quân lại bị thoái chí vì giá cả của nó đắt hơn nhiều so với những chiếc cạnh tranh."Tuy nhiên, việc mất mát không phải là hoàn toàn, khi một phần thân máy bay phía sau cánh còn nguyên vẹn, và bộ phận vũ khí tại Wright Field đã sử dụng nó trong việc phát triển bệ gắn vũ khí. Nhưng hy vọng của Boeing về hợp đồng máy bay ném bom tan thành mây khói."  Tham mưu trưởng Lục quân Malin Craig hủy bỏ việc mua 67 chiếc B-17, và đặt hàng 133 chiếc Douglas B-18 Bolo 2 động cơ thay vào đó.

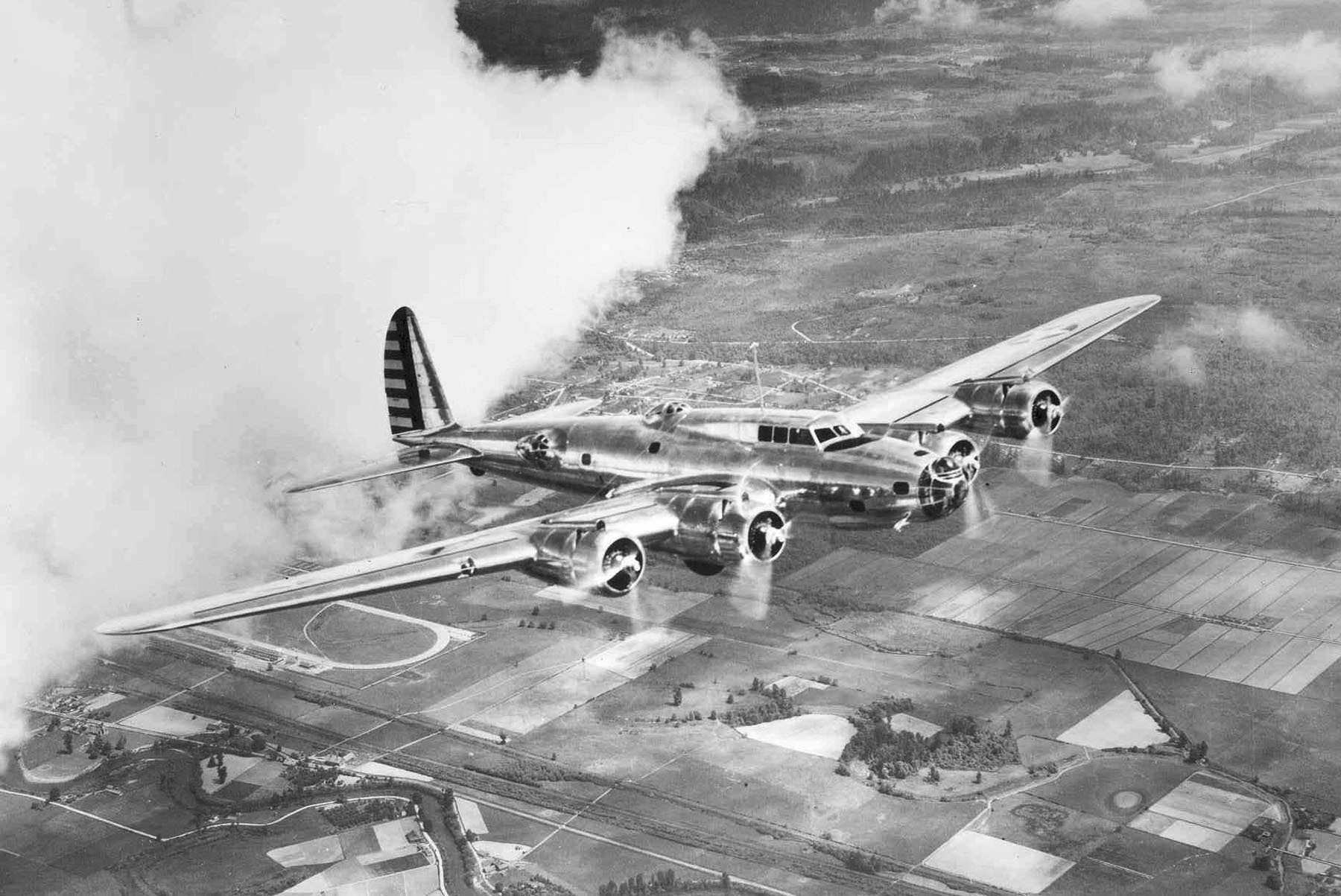
Chiếc Boeing Y1B-17 thử nghiệm đang bay.

Bất kể những việc ấy, Không lực Mỹ vẫn bị ấn tượng bởi tính năng bay của chiếc nguyên mẫu, nên vào ngày 17 tháng 1 năm 1936, họ đã thông qua một kẽ hở pháp lý để đặt hàng 13 chiếc YB-17 (sau tháng 11 năm 1936 được đổi tên thành Y1B-17) để thử nghiệm hoạt động thực tế. Chiếc YB-17 có những thay đổi đáng kể so với Kiểu 299, bao gồm động cơ Wright R-1820-39 Cyclone mạnh hơn thay cho kiểu Pratt & Whitneys ban đầu. Cho dù chiếc nguyên mẫu thuộc sở hữu của công ty và chưa bao giờ được gán một ký hiệu quân sự ("bản thân cái tên B-17 chỉ xuất hiện từ tháng 1 năm 1936, gần ba tháng sau khi chiếc nguyên mẫu bị rơi "), cái tên "XB-17" được gán ngược lại cho khung máy bay này và được ghi vào sách vở để mô tả chiếc Flying Fortress đầu tiên cất cánh.

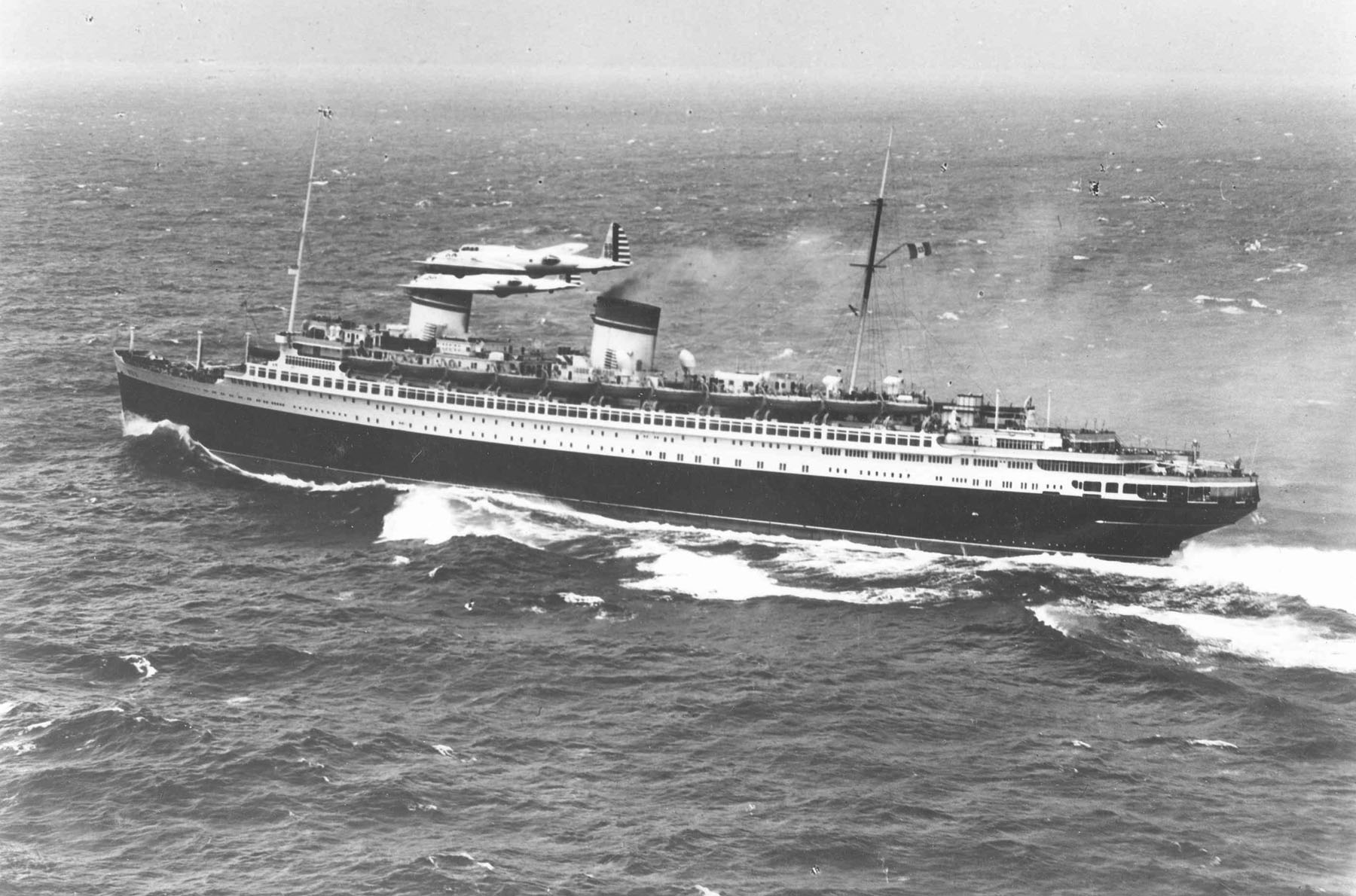
Chiếc B-17A đang bay ngang qua tàu hành khách Rex của Ý

Từ ngày 1 tháng 3 đến ngày 4 tháng 8 năm 1937, 12 trong tổng số 13 chiếc YB-17 được giao cho Liên đội Ném bom 2 tại căn cứ Langley Field, Virginia, và được sử dụng trong việc phát triển các kỹ thuật ném bom hạng nặng cũng như tìm và sửa lỗi. Có một đề nghị về việc sử dụng một danh sách kiểm tra nhằm tránh những tai nạn như kiểu chiếc 299. Ở một trong những phi vụ đầu tiên, ba chiếc B-17 do một hoa tiêu tiên phong là Trung úy Curtis LeMay dẫn đầu, được tướng Andrews phái đi "đánh chặn" chiếc tàu hành khách Ý Rex ở khoảng cách 980 km (610 dặm) ngoài khơi Đại Tây Dương và chụp ảnh. Phi vụ hoàn toàn thành công này được loan báo rộng rãi trong công luận. Chiếc YB-17 thứ 13 được giao cho Bộ phận Hậu cần của căn cứ Wright Field, Ohio, để dùng bay thử nghiệm.
Chiếc YB-17 thứ 14 (số hiệu 37-369), ban đầu được chế tạo để thử nghiệm trên mặt đất về độ bền của khung máy bay, được nâng cấp và trang bị bộ turbo tăng áp vận hành bằng khí xả. Được lên kế hoạch để bay vào năm 1937, nó gặp phải nhiều vấn đề về bộ turbo tăng áp nên chuyến bay đầu tiên bị hoãn đến 29 tháng 4 năm 1938. Việc cải tiến làm Boeing tiêu tốn mất 100.000 đô la và mãi cho đến mùa Xuân năm 1939 mới hoàn thành, nhưng mang lại kết quả là gia tăng trần bay và tốc độ tối đa. Chiếc máy bay được giao cho Lục quân ngày 31 tháng 1 năm 1939 và được đặt tên là B-17A để nhấn mạnh phiên bản biến thể hoạt động đầu tiên.
Cuối năm 1937, Không Lực đặt mua thêm mười chiếc ký hiệu B-17B, và không lâu sau, 29 chiếc nữa, tất cả chỉ được giao xong vào giữa năm 1939. Được cải tiến với cánh tà và cánh đuôi lớn hơn, mũi máy bay làm bằng kính Plexiglas, những chiếc B-17B được giao thành năm lô nhỏ trong thời gian từ tháng 7 năm 1939 đến tháng 3 năm 1940. Nó được trang bị cho 2 phi đội ném bom, mỗi phi đội ở một bờ biển của lục địa Mỹ.

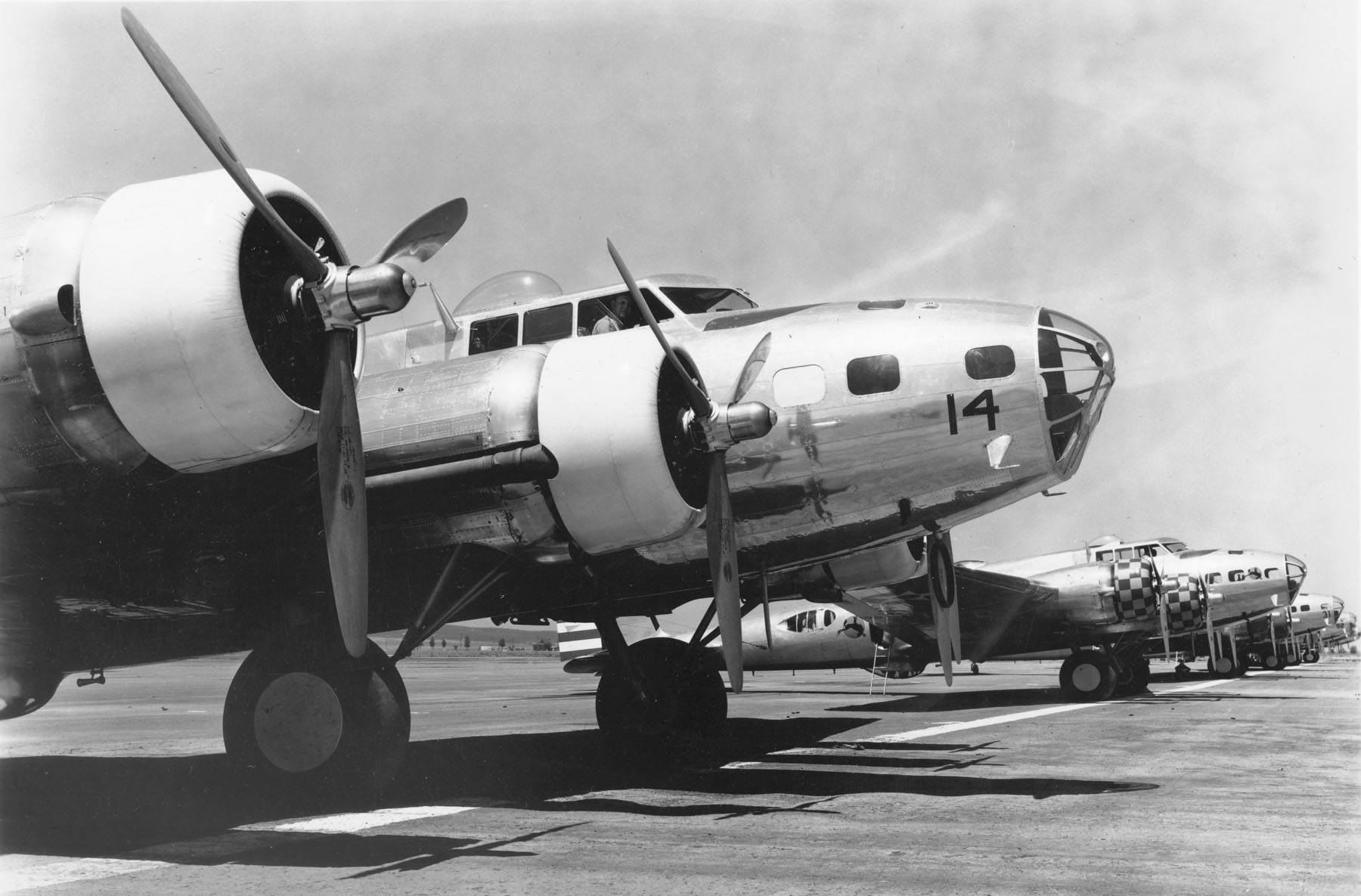
Những chiếc B-17B tại March Field, California, trước cuộc tấn công vào Trân Châu Cảng.

Những vấn đề chính về cấu trúc và điều khiển bay của chiếc B-17 không được giải quyết cho đến khi có một thiết kế mới (sau một tai nạn tại California bộc lộ ra vấn đề), đưa đến việc ra đời phiên bản B-17 Flying Fortress Kiểu E (còn được gọi là kiểu đuôi mập-"fat-tail", với chỗ được bố trí cho súng máy phía đuôi), có sống lưng và hệ thống phản hồi thứ cấp hoạt động của động cơ. Sống lưng kéo dài đến đuôi giúp gia tăng tính năng bay và độ vững chắc của cấu trúc. Nó được đánh giá là dễ điều khiển so với những chiếc máy bay ném bom cùng thời B-24 và Avro Lancaster.
Ngay trước cuộc tấn công Trân Châu Cảng, chỉ có gần 200 chiếc B-17 đang phục vụ trong Lục quân. Có tổng cộng 155 chiếc B-17 thuộc mọi phiên bản được giao từ ngày 11 tháng 1 năm 1937 đến ngày 30 tháng 11 năm 1941, nhưng việc sản xuất được nhanh chóng tăng tốc, và B-17 trở nên kiểu máy bay lớn đầu tiên được sản xuất thực sự hàng loạt. Chiếc máy bay tham gia phục vụ trên mọi mặt trận của Thế Chiến II, và cho đến khi việc sản xuất được ngưng lại vào tháng 5 năm 1945, có 12.731 chiếc được sản xuất bởi Boeing, Douglas và Vega (một chi nhánh của Lockheed).

## Lịch sử hoạt động

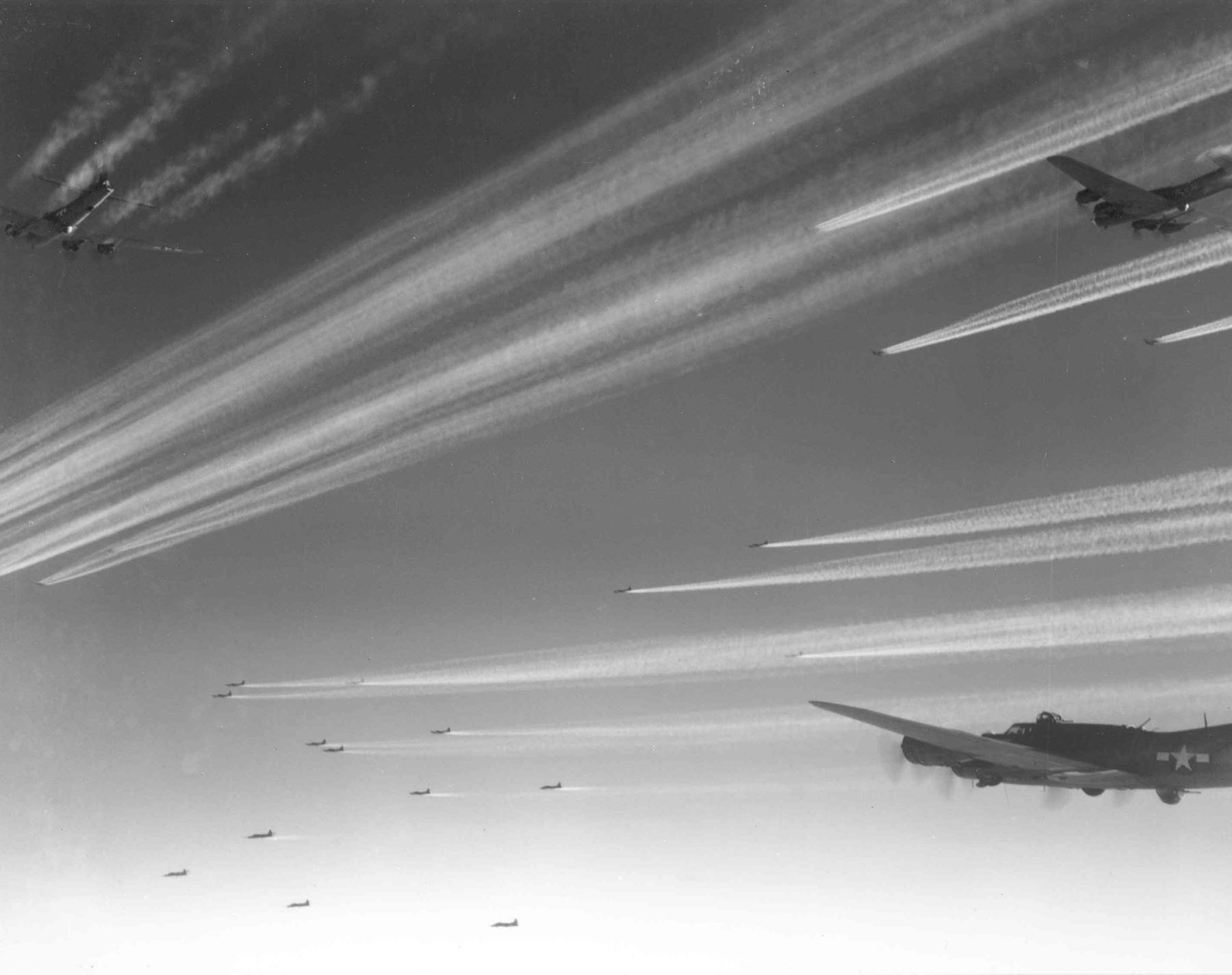
Một đội hình lớn những chiếc B-17F thuộc Liên đội Ném bom 92 bên trên bầu trời châu Âu.

B-17 bắt đầu hoạt động trong Thế Chiến II với Không quân Hoàng gia Anh từ năm 1941, các đơn vị Không lực 8 và Không lực 15 của Không lực Lục quân Hoa Kỳ từ năm 1942, và được dùng chủ yếu trong các chiến dịch ném bom chiến lược chính xác ban ngày các mục tiêu công nghiệp của Đức. Chiến dịch Pointblank (Điểm trắng) là những trận tấn công có định hướng chuẩn bị cho tấn công trên bộ.

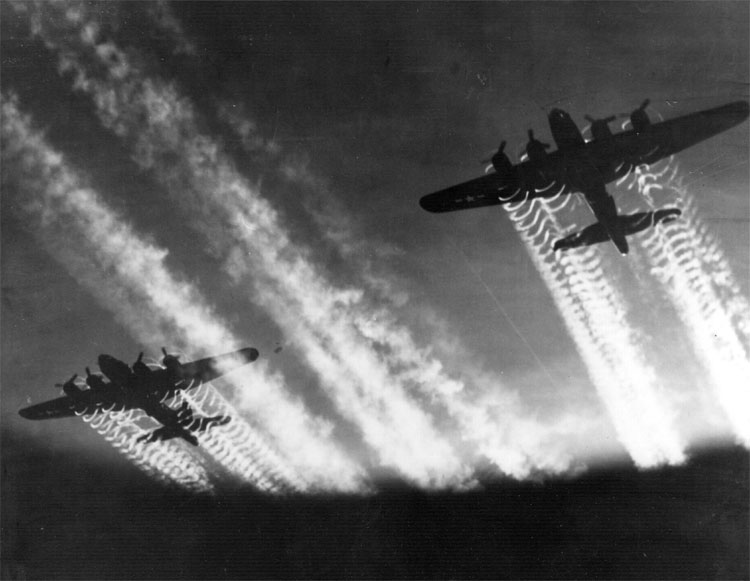
Những chiếc B-17 Flying Fortress tại Tây Âu trong Thế Chiến II

Trong Thế Chiến II, B-17 được trang bị cho 32 liên đội đóng ở nước ngoài, số lượng cao nhất là vào tháng 8 năm 1944 với 4.574 chiếc thuộc Không lực Mỹ khắp thế giới, và đã ném 640.036 tấn bom xuống các mục tiêu tại châu Âu (so với 452.508 tấn ném bởi Liberator và 463.544 tấn bởi tất cả các máy bay Mỹ khác). Có khoảng một phần ba số máy bay B-17, tức khoảng 4.750 chiếc, bị mất trong chiến đấu.

### Không quân Hoàng gia Anh

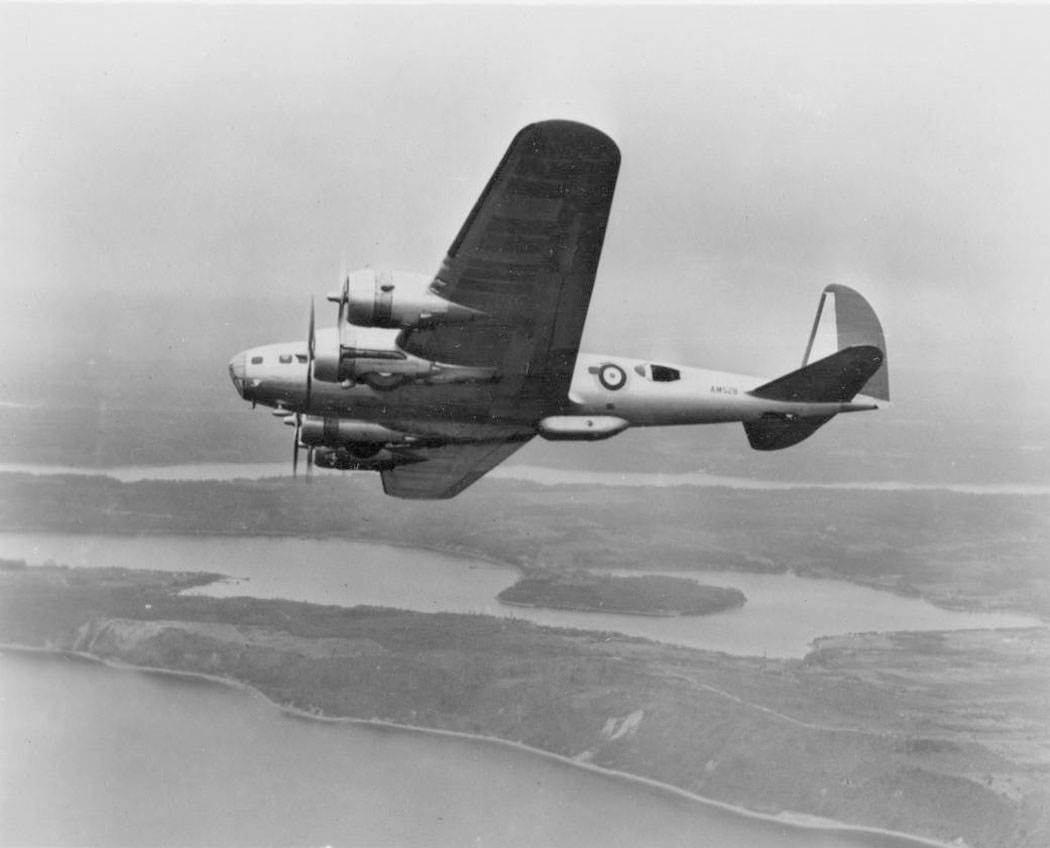
Fortress B.I số hiệu AN529 của Không quân Hoàng gia Anh, nguyên là chiếc B-17C Không lực Mỹ số hiệu 40-2065. Ngày 8 tháng 11 năm 1941 tại Bắc Phi.

Không quân Hoàng gia Anh (RAF) tham gia Thế Chiến II mà không có được máy bay ném bom hạng nặng của riêng họ mãi đến tận năm 1941, khi Short Stirling và Handley Page Halifax mới trở thành những máy bay ném bom chủ lực. Đầu năm 1940, Không quân Hoàng gia đạt được thỏa thuận với Không Lực Mỹ để được cung cấp 20 chiếc B-17C, được đặt tên lại là Fortress I. Chiến dịch đầu tiên của chúng là ném bom xuống thành phố Wilhelmshaven, Hạ Saxony, ngày 8 tháng 7 năm 1941. Vào lúc đó, Không Lực Mỹ quy ước việc ném bom tầm cao là ở độ cao 6 km (20.000 ft), nhưng để tránh bị các máy bay tiêm kích đánh chặn, Không quân Hoàng gia đã ném bom vào các căn cứ hải quân ở độ cao 9 km (30.000 ft). Chúng đã không thể ném bom trúng đích, và nhiệt độ quá lạnh làm các súng máy bị đông cứng không hoạt động. Ngày 24 tháng 7, họ thử lại trên một mục tiêu khác, thành phố Brest ở Pháp, và cũng không trúng đích.
Đến tháng 9, sau khi Không quân Hoàng gia bị mất tám chiếc B-17C trong chiến đấu hay do tai nạn, Bộ Chỉ huy Ném bom đã từ bỏ việc ném bom chính xác ban ngày do khả năng kém cỏi của những chiếc Fortress I. Những chiếc còn lại được chuyển cho nhiều nhiệm vụ khác nhau bao gồm phòng thủ duyên hải. Kinh nghiệm trên đã chứng minh cho cả Không quân Hoàng gia lẫn Không Lực Mỹ tình trạng không sẵn sàng chiến đấu của chiếc B-17C, và nó cần được cải tiến về phòng thủ, tăng tải trọng bom và phương pháp ném bom chính xác hơn vào trong các phiên bản tiếp theo. Hơn nữa, ngay cả với các cải tiến này, chỉ còn có Không Lực Mỹ, chứ không phải Không quân Hoàng gia, còn giữ ý định sử dụng B-17 trong vai trò ném bom ban ngày.
Bộ chỉ huy Ném bom Không quân Hoàng gia đã chuyển giao những chiếc Fortress I còn lại sang Bộ Chỉ huy Duyên hải để sử dụng trong vai trò máy bay tuần tra tầm cực xa. Chúng được tăng cường vào tháng 8 năm 1942 bởi 19 chiếc Fortress Mk II (B-17F) và 45 chiếc Fortress Mk IIA (B-17E). Một chiếc Fortress của Phi Đội 206 RAF đã đánh chìm tàu ngầm U-627 vào ngày 27 tháng 10 năm 1942, chiếc đầu tiên trong tổng số 11 chiếc U-boat bị đánh chìm do máy bay Fortress của Không quân Hoàng gia trong chiến tranh.
Phi đội 223 Không quân Hoàng gia Anh, một đơn vị của Liên đội 100, đã sử dụng một số ít máy bay Fortress nhằm hỗ trợ cuộc tấn công ném bom làm nhiễu mạng lưới radar của Đức.

### Không lực Mỹ

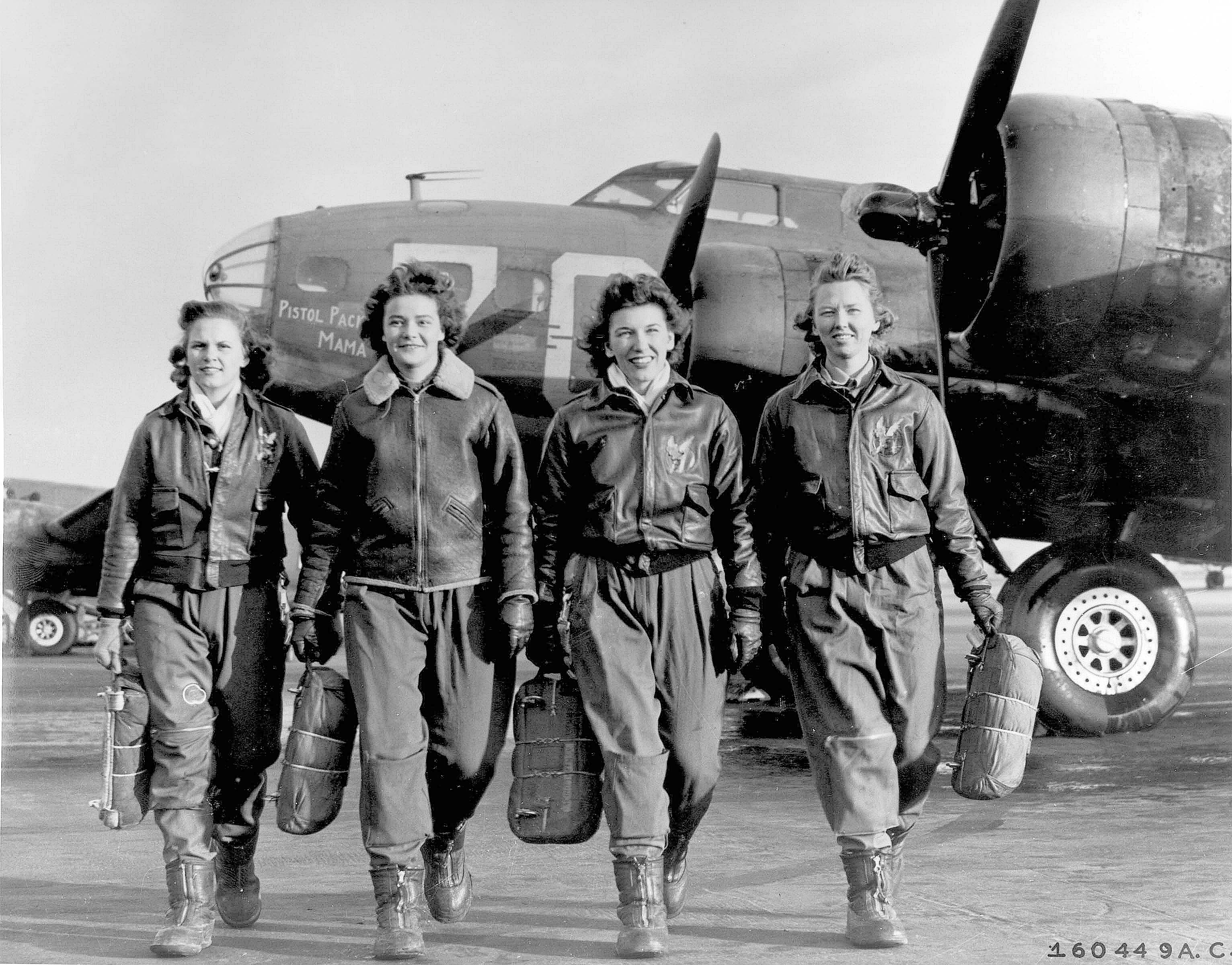
Bốn nữ phi công rời khỏi chiếc "Pistol Packin' Mama" của họ sau buổi tập của đơn vị Nữ Phi công Phục vụ Không lực (WASP) tại căn cứ Lockbourne, Ohio; được huấn luyện để vận chuyển máy bay B-17 Flying Fortress đến chiến trường. Từ trái sang phải: Frances Green, Marget (Peg) Kirchner, Ann Waldner và Blanche Osborn.

Không lực Mỹ (tên đầy đủ là Không lực Lục quân Hoa Kỳ/USAAF năm 1941) sử dụng B-17 và các kiểu máy bay ném bom trong các phi vụ ném bom chính xác ban ngày ở tầm cao bằng cách sử dụng một thiết bị mà cho đến lúc ấy còn đang được giữ bí mật, là bộ ngắm ném bom Norden, một thiết bị quang học với con quay hồi chuyển cơ-điện điều khiển bằng máy tính. Trong các phi vụ ném bom ban ngày, thiết bị có khả năng xác định, thông qua các tham số do sĩ quan ném bom đưa vào, điểm thả bom có khả năng trúng đích. Trong lúc ném bom, quyền kiểm soát lái máy bay được chuyển cho sĩ quan ném bom, duy trì một độ cao ngang bằng vào những phút cuối.
Không lực Mỹ khởi sự gầy dựng lực lượng tại châu Âu với máy bay B-17E không lâu sau khi Mỹ tham gia Thế Chiến II. Các đơn vị đầu tiên của Không lực 8 đến High Wycombe, Anh Quốc ngày 12 tháng 5 năm 1942, thành lập nên Liên đội Ném bom 97. Ngày 17 tháng 8 năm 1942, 18 chiếc B-17E của Liên đội 97, bao gồm chiếc Yankee Doodle do Thiếu tướng Paul Tibbets và Chuẩn tướng Ira Eaker chỉ huy, được hộ tống bởi những máy bay tiêm kích Supermarine Spitfire của Không quân Hoàng gia, tham dự trận ném bom đầu tiên của Không lực Mỹ tại châu Âu xuống ga đầu mối đường sắt tại Rouen-Sotteville trên nước Pháp. Chiến dịch hoàn toàn thành công chỉ với những hư hại nhẹ cho hai máy bay.

### Chiến lược tấn công phối hợp

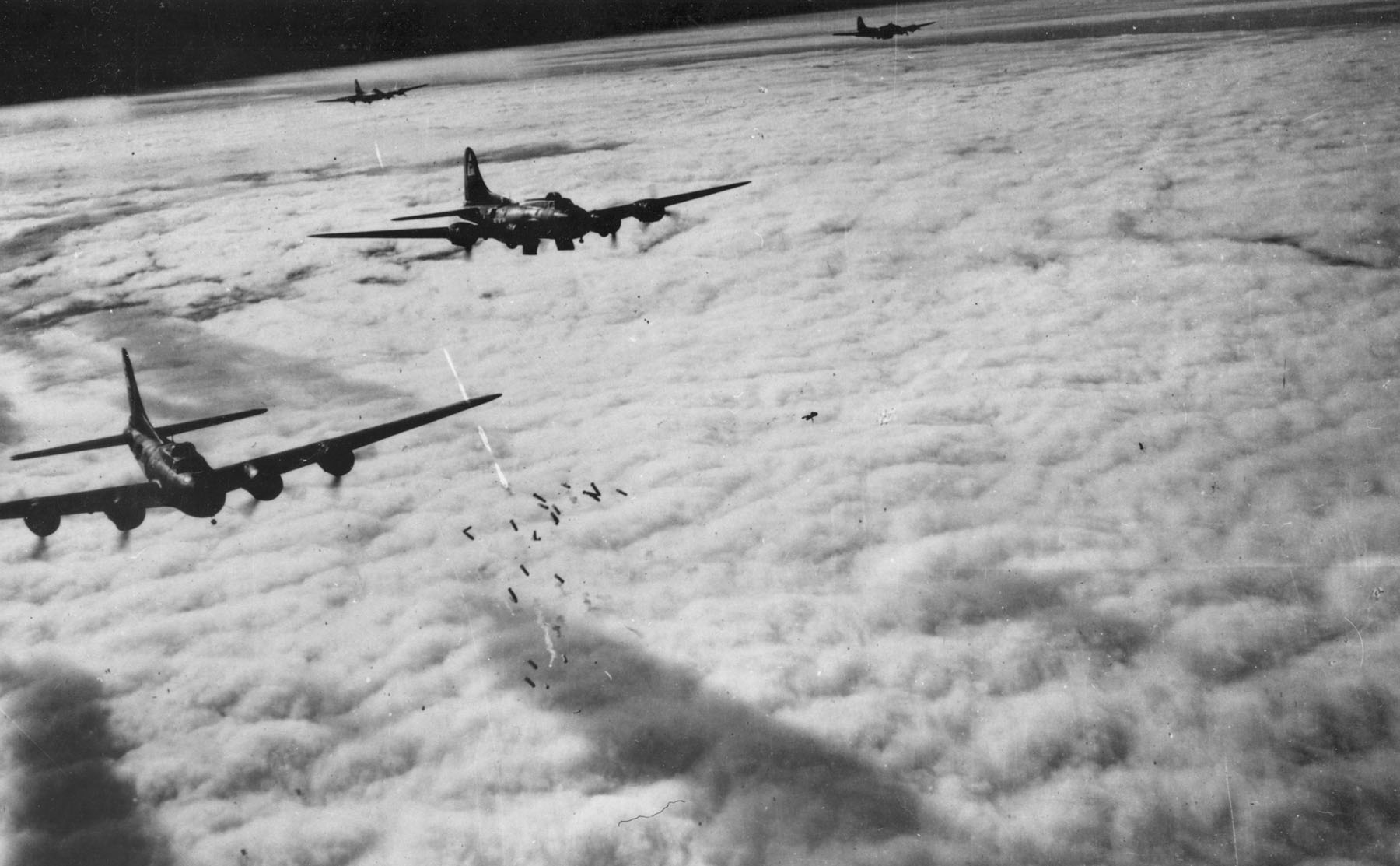
Những chiếc B-17F ném bom xuyên mây nhờ hướng dẫn bằng radar tại Bremen, Đức, 13 tháng 11 năm 1943.

Hai chiến lược khác nhau của Bộ chỉ huy ném bom Hoa Kỳ và Anh Quốc được tổ chức lại tại Hội nghị Casablanca vào tháng 1 năm 1943. Kết quả là Chiến dịch Pointblank được vạch ra nhằm một chiến lược "Phối hợp tấn công ném bom" nhằm làm suy yếu quân đội Đức Quốc xã và chiếm được ưu thế trên không nhằm chuẩn bị cho việc tấn công trên bộ. Chiến dịch Pointblank mở đầu bằng các cuộc tấn công các mục tiêu tại Tây Âu. Tướng Ira C. Eaker và Không lực 8 đặt ưu tiên cao nhất trong việc tấn công vào công nghiệp hàng không Đức, đặc biệt là các nhà máy lắp ráp máy bay tiêm kích, chế tạo động cơ và chế tạo vòng bi.
Ngày 17 tháng 5 năm 1943, một cuộc tấn công vào nhà máy của Focke-Wulf tại Bremen thực hiện bởi 115 chiếc Fortress mang lại ít kết quả, 16 chiếc bị bắn rơi và 48 chiếc khác bị hư hại. Tuy nhiên cuộc tấn công cũng mang lại hiệu quả là khoảng phân nửa lực lượng tiêm kích trong Không quân Đức bị buộc phải chuyển sang nhiệm vụ chống máy bay ném bom.
Vì việc ném bom các sân bay Đức không làm giảm được tương xứng sức mạnh của máy bay tiêm kích Đức, nên đã có thêm các liên đội B-17 được thành lập nhằm đáp ứng yêu cầu của Eaker mở các chiến dịch đánh sâu hơn vào các mục tiêu công nghiệp Đức quan trọng. Giờ đây Không lực 8 nhắm đến các nhà máy vòng bi tại Schweinfurt, hy vọng sẽ bóp nghẹt các nỗ lực chiến tranh ở đây. Đợt tấn công đầu tiên ngày 17 tháng 8 năm 1943 không gây được tổn hại đáng kể nào cho nhà máy; trong khi với tổng số 230 chiếc B-17 tham gia tấn công bị đánh chặn bởi khoảng 300 máy bay tiêm kích Không quân Đức, đã có 36 máy bay bị bắn rơi và tổn thất 200 người. Cùng với trận không kích cùng ngày trước đó nhắm vào Regensburg, tổng cộng có 60 chiếc B-17 bị mất trong ngày đó.
Một nỗ lực thứ hai vào ngày 14 tháng 10 năm 1943 mà sau này được biết đến như là "ngày thứ ba đen tối". Trong số 291 chiếc Fortress tham gia tấn công, 59 bị bắn rơi trên đất Đức, một chiếc rơi xuống eo biển Anh, năm chiếc rơi trên đất Anh, và 12 chiếc nữa bị loại bỏ vì hư hại quá mức có thể sửa chữa được, tổng cộng có 77 chiếc B-17 bị mất. 122 chiếc khác bị hư hại cần sửa chữa trước khi có thể tiếp tục bay. Trong tổng số 2.900 nhân viên phi hành, có 650 người không quay về, cho dù một số còn sống sót và bị bắt làm tù binh chiến tranh. Năm người chết và 43 bị thương trên những chiếc máy bay quay trở về được, và 594 người được ghi nhận là mất tích. Chỉ có 33 chiếc máy bay ném bom hạ cánh mà không bị hư hại. Tổn thất lớn lao như thế là kết quả của việc tập trung hơn 300 máy bay tiêm kích Đức.

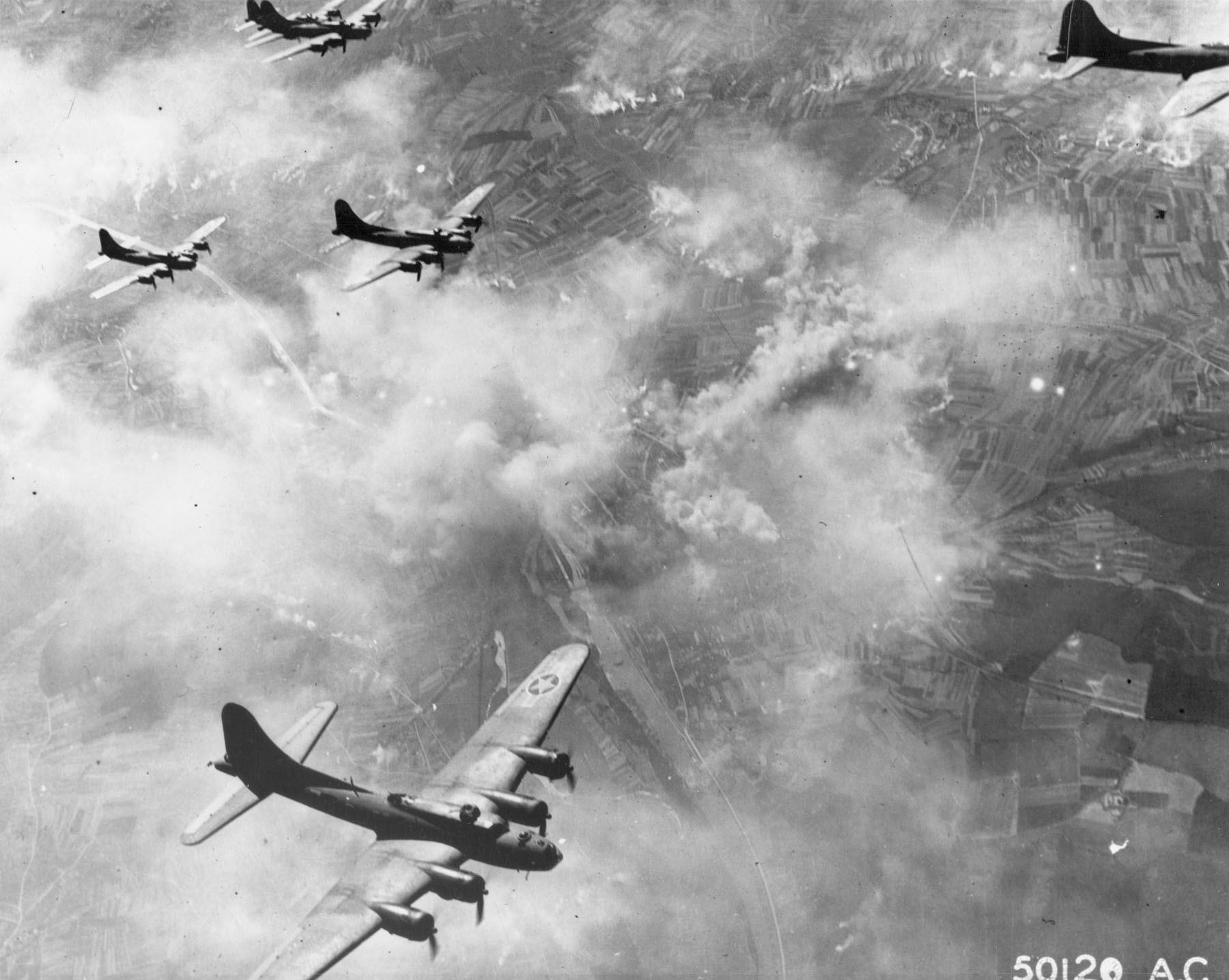
Đội hình những chiếc B-17F bên trên bầu trời Schweinfurt, Đức, 17 tháng 8 năm 1943.

Tổn thất của các đội bay là không thể bù đắp được, và Không Lực, ý thức sự mong manh của những máy bay ném bom hạng nặng trước các kiểu máy bay tiêm kích đánh chặn, đã tạm ngưng các cuộc không kích ban ngày sâu vào lãnh thổ Đức cho đến khi phát triển được kiểu máy bay tiêm kích hộ tống tầm xa có khả năng bảo vệ những máy bay ném bom suốt hết chặng đường từ Anh sang Đức và ngược lại. Chỉ riêng Không lực 8 đã mất 176 máy bay ném bom trong tháng 10 năm 1943, và họ cũng chịu tổn thất tương đương như vậy vào ngày 11 tháng 1 năm 1944 trong các chiến dịch không kích Oschersleben, Halberstadt và Brunswick. Tướng Doolittle đã ra lệnh ngưng cuộc không kích này do thời tiết trở nên quá xấu, nhưng những đơn vị đi đầu đã bay đến khu vực chiến sự và tiếp tục thực hiện chiến dịch, trong khi các máy bay hộ tống đã quay về hoặc không đến được điểm hẹn. Kết quả là 60 chiếc B-17 đã bị phá hủy.

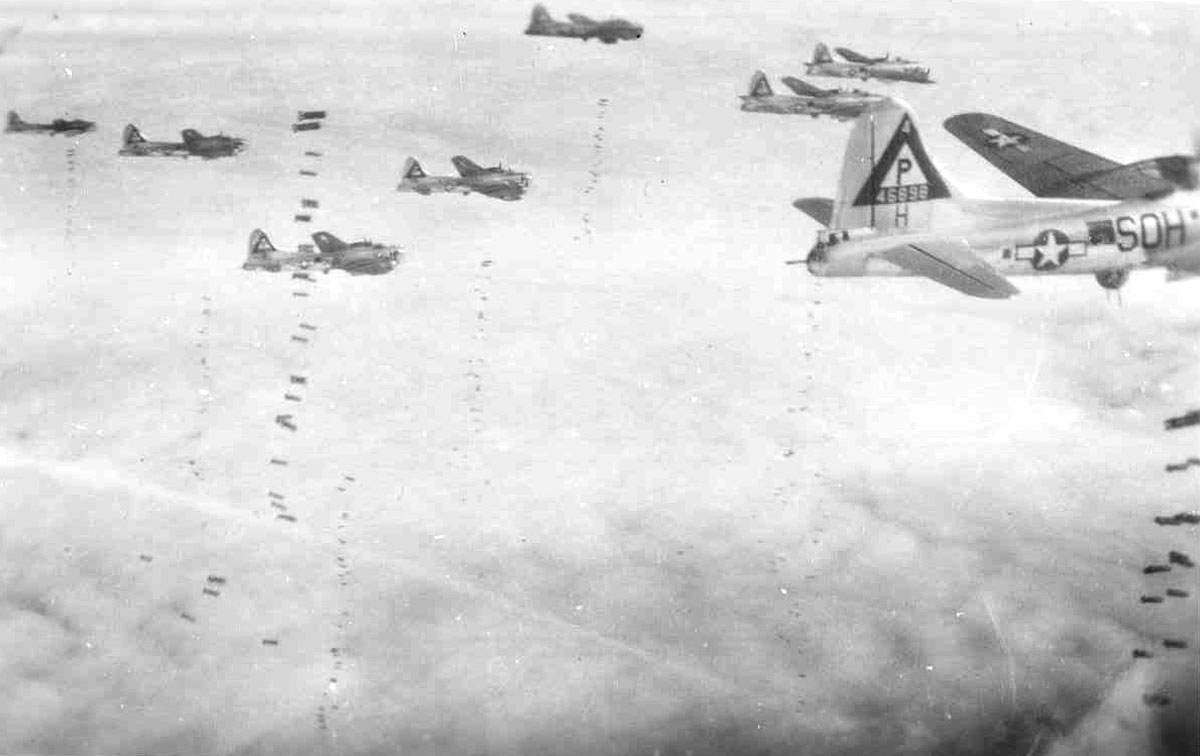
B-17G thuộc Liên đội Ném bom 384 đang thả bom.

Cuộc tấn công thứ ba nhắm vào Schweinfurt ngày 24 tháng 2 năm 1944 được ghi dấu sau này như là "Tuần lễ Vĩ đại". Với những chiếc máy bay tiêm kích P-51 Mustang và P-47 Thunderbolt (trang bị thùng nhiên liệu phụ vứt được cải tiến để tăng tầm bay) theo hộ tống suốt chặng đường đến mục tiêu và quay trở về, chỉ có 11 trong số 231 chiếc B-17 bị mất. Máy bay tiêm kích hộ tống tầm xa đã giúp làm giảm tỉ lệ tổn thất dưới 7%, nên chỉ có 244 chiếc B-17 bị mất trong 3500 phi vụ được thực hiện trong "Tuần lễ Vĩ đại".

Cho đến tháng 9 năm 1944, 27 trong tổng số 40 liên đội ném bom của Không lực 8 và sáu trong tổng số 21 liên đội ném bom của Không lực 15 sử dụng B-17. Tổn thất do pháo phòng không gây ra cho những máy bay ném bom hạng nặng tiếp tục ở mức độ cao trong suốt năm 1944, nhưng cho đến ngày 27 tháng 4 năm 1945, (hai ngày sau trận ném bom hặng nặng lớn cuối cùng xuống châu Âu) mức độ tổn thất thấp đến mức không cần bổ sung máy bay thay thế và số lượng máy bay trong mỗi liên đội ném bom được giảm bớt. Đợt phối hợp tấn công chiến lược đã được kết thúc một cách rất hiệu quả.

### Mặt trận Thái Bình Dương

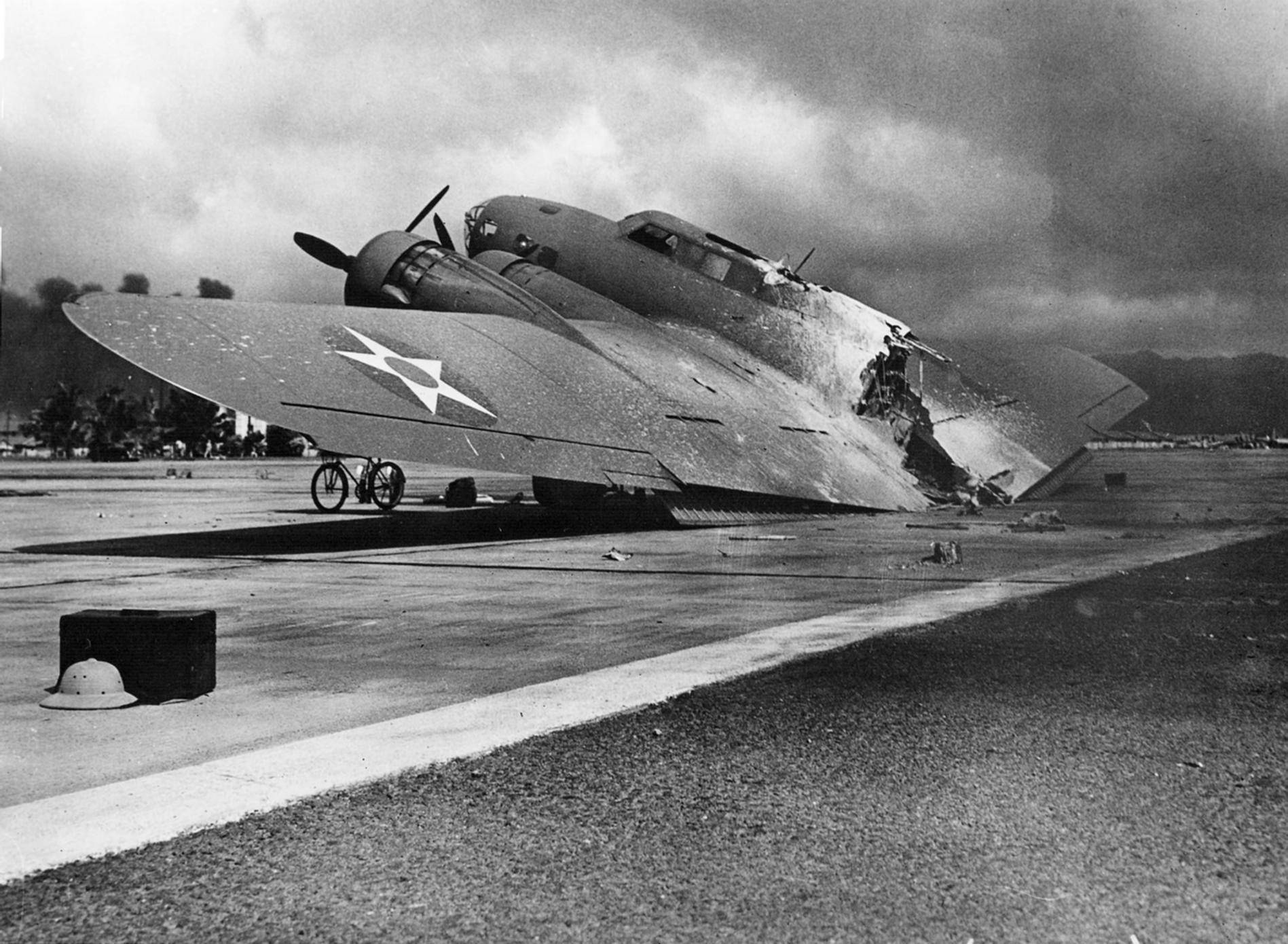
Xác của chiếc B-17C của Không lực Lục quân Hoa Kỳ mang số hiệu 40-2074 tại sân bay Hickam, Trân Châu Cảng. Khi Đại úy Raymond T. Swenson hạ cánh vào ngày 7 tháng 12 năm 1941, các máy bay của Nhật Bản đã bắn trúng hộp chứa pháo sáng giữa thân làm cắt rời chiếc máy bay làm hai phần. Một thành viên đội bay thiệt mạng do bắn phá càn quét của Zero. Ảnh được chụp bởi nhiếp ảnh gia người Mỹ gốc Hoa Tai Sing Loo (1886-1971). Mũ của ông Loo có thể nhìn thấy dưới đất.

Sáng ngày 7 tháng 12 năm 1941, một nhóm 12 chiếc B-17 thuộc các Phi đội Trinh sát 38 (bốn chiếc B-17C) và 88 (tám chiếc B-17E) trên đường đi đến tăng cường cho lực lượng tại Philippine, đã bay từ sân bay Hamilton, California đến Trân Châu Cảng, và đến nơi ngay vào giữa trận tấn công của quân Nhật. Leonard "Smitty" Smith Humiston, phi công phụ trên chiếc B-17C số hiệu 40-2049 của Trung úy Robert H. Richards, thoạt tiên cho là Hải quân đang bắn 21 loạt đạn pháo chào mừng những chiếc máy bay ném bom mới đến, để sau đó ông mới nhận ra rằng Trân Châu Cảng đang bị tấn công. Chiếc Fortress sau đó phải chịu đựng hỏa lực từ những chiếc máy bay tiêm kích Nhật, cho dù các thành viên đội bay đều an toàn trừ một người bị trầy xước bàn tay. Hoạt động của đối phương buộc phải chuyển điểm hạ cánh từ sân bay Hickam về sân bay Bellows, nơi chiếc máy bay hạ cánh chạy lố quá đường băng và lọt vào một rãnh nơi nó tiếp tục bị bắn phá. Thoạt xem có vẻ như sửa chữa được, chiếc máy bay số hiệu 40-2049 thuộc Liên đội Ném bom 11/Phi đội Trinh sát 38 trúng phải hơn 200 lỗ đạn và không bao giờ cất cánh nữa. Mười trong số 12 chiếc Fortress đã sống sót qua cuộc tấn công này.

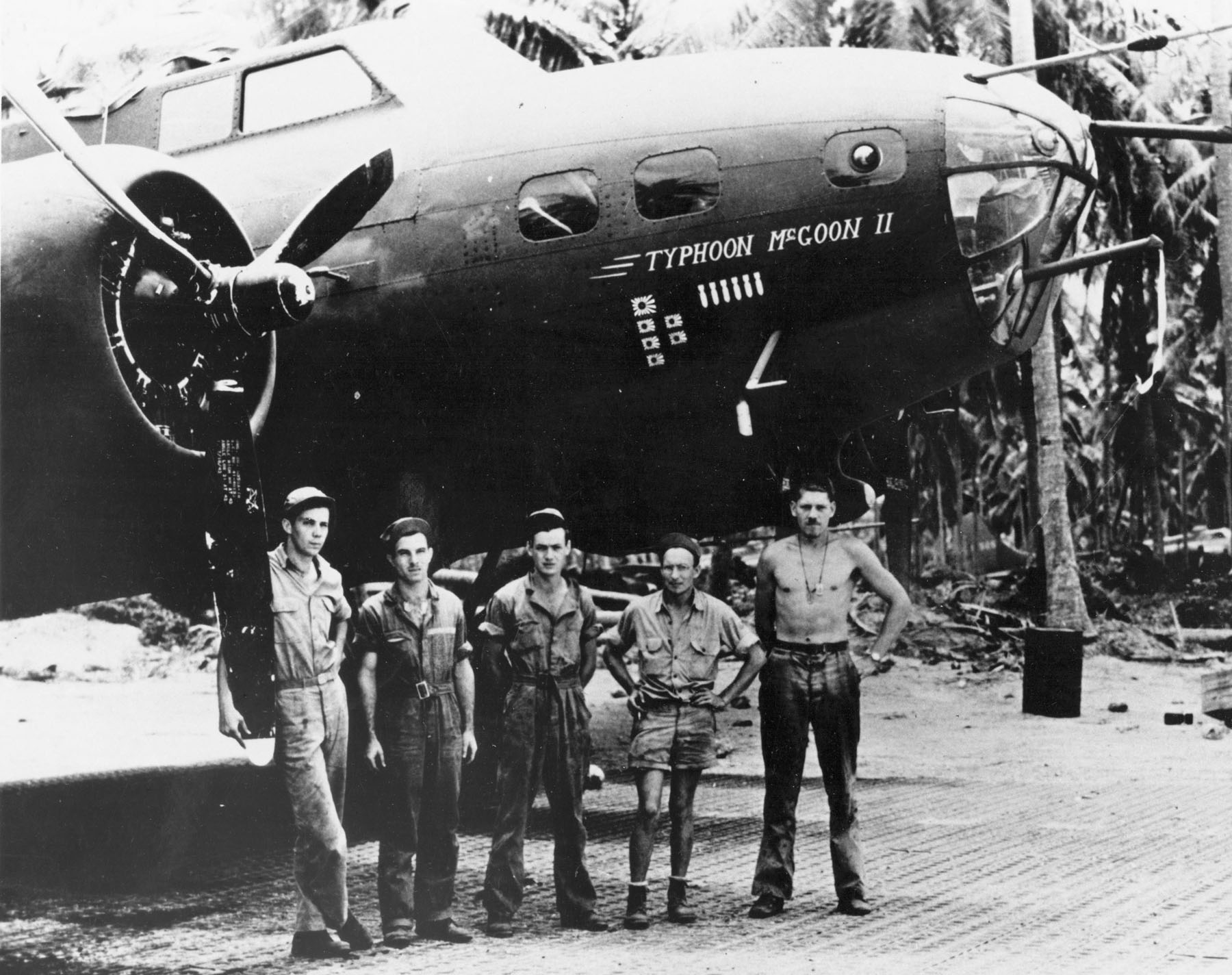
Chiếc B-17E số hiệu 41-9211 Typhoon McGoon II thuộc Liên đội Ném bom 11/Phi đội Ném bom 98, tháng 1 năm 1943 tại New Caledonia. Lưu ý ăn-ten radar bên trên mũi máy bay bằng plexiglass sử dụng cho việc theo dõi tàu bè trên mặt nước.

Vào năm 1941, Không lực Viễn Đông (FEAF) đặt căn cứ tại sân bay Clark tại Philippine có 35 chiếc B-17, và kế hoạch của Bộ Chiến tranh sẽ nâng số lượng này lên 165 chiếc. Khi họ nhận được những tin tức đầu tiên về cuộc tấn công Trân Châu Cảng, Tướng Lewis H. Brereton dự định tung những chiếc máy bay ném bom và máy bay tiêm kích của ông ra hoạt động trong nhiều phi vụ tuần tra khác nhau nhằm tránh cho chúng không bị bắt gặp trên mặt đất. Brereton vạch kế hoạch sử dụng B-17 để không kích vào các sân bay Nhật Bản tại Đài Loan theo như hướng dẫn của Kế hoạch Chiến tranh Rainbow 5, nhưng việc này bị Tướng Douglas MacArthur bác bỏ. Một loạt các cuộc tranh luận bàn cãi, tiếp nối bằng nhiều sự nhầm lẫn và báo động phòng không giả, đã trì hoãn việc ra quyết định xuất kích. Đến lúc những chiếc B-17 và máy bay tiêm kích Curtiss P-40 theo hộ tống sắp cất cánh, chúng bị các máy bay ném bom Nhật Bản thuộc Phi đoàn 11 tiêu diệt. Không lực Viễn Đông bị tổn thất phân nửa số máy bay của nó ngay vào đợt tấn công đầu tiên, và tất cả số còn lại cũng bị tiêu diệt vài ngày sau đó.
Một trận giáp chiến khác xảy ra vào đầu Thế Chiến II tại Mặt trận Thái Bình Dương là vào ngày 10 tháng 12 năm 1941, khi phi công Colin Kelly được báo cáo đã đâm chiếc B-17 của mình vào thiết giáp hạm Haruna, nhưng sau đó được xác minh chỉ là một quả bom ném suýt trúng tàu tuần dương hạng nặng Ashigara. Dù sao, hành động này cũng khiến anh ta được xem như một anh hùng. Chiếc B-17C số hiệu 40-2045 của Kelly (Liên đội Ném bom 19/Phi đội Ném bom 30) bị rơi cách căn cứ Clark 10 km (6 dặm) sau khi anh ta đã cố giữ thăng bằng chiếc Fortress đã bốc cháy đủ lâu để các thành viên khác trong đội bay còn sống sót kịp thoát ra ngoài. Kelly đã được truy tặng Huân chương Chữ thập Dũng cảm. Phi công Ách Nhật Bản Saburo Sakai được ghi nhận đã thực hiện chiến công này, sau đó ông đã bày tỏ sự ngưỡng mộ đối với khả năng chịu đựng hư hại của kiểu máy bay Fortress.

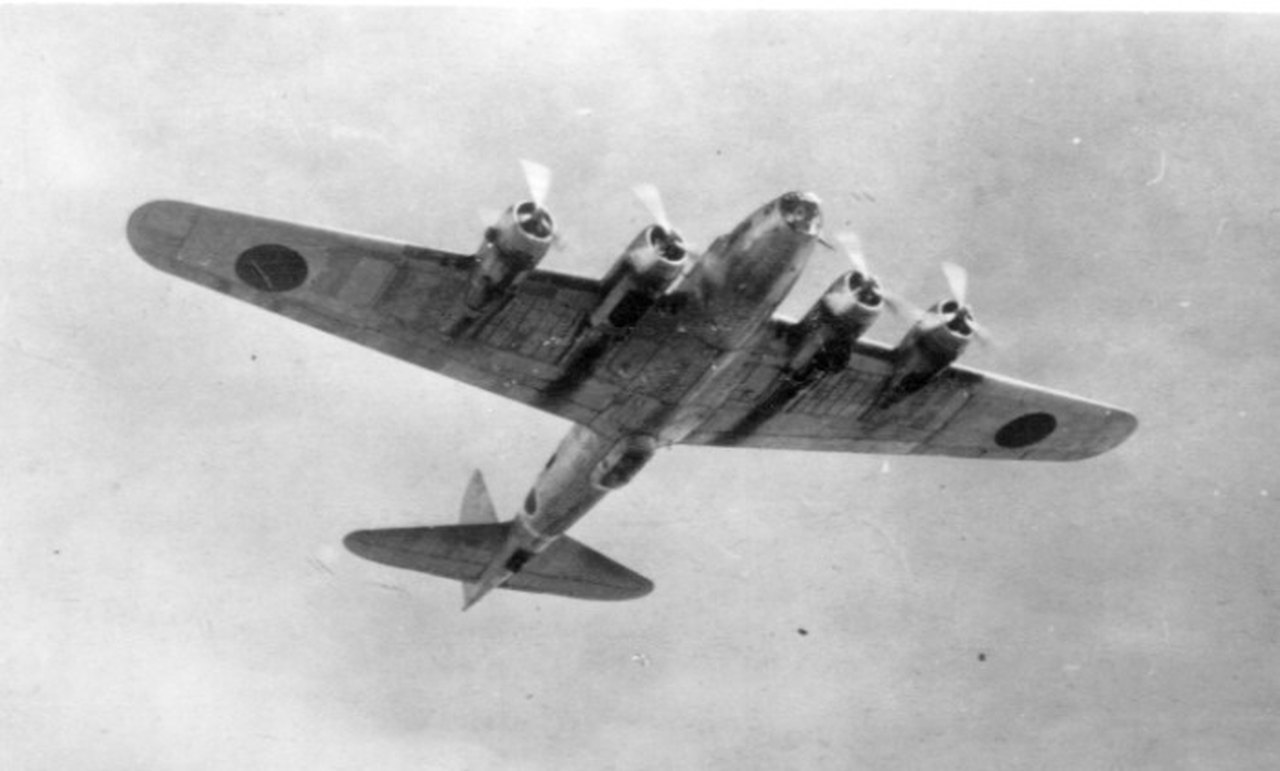
Một chiếc B-17D bị quân Nhật chiếm được, sơn huy hiệu Hinomaru.

B-17 được sử dụng trong các trận chiến ban đầu tại Thái Bình Dương nhưng đem lại ít kết quả, đáng kể là trong các Trận chiến biển Coral và Trận Midway. Trong lúc đó, những chiếc B-17 thuộc Không lực 5 được giao nhiệm vụ phá vỡ các đường vận chuyển trên biển của Nhật. Học thuyết của Không lực hướng dẫn việc bay ném bom từ tầm cao, nhưng được phát hiện không lâu sau đó là chỉ có 1% bom trúng đích. Dù sao, B-17 hoạt động ở độ cao lớn đến mức đa số những chiếc máy bay tiêm kích A6M Zero không thể đạt tới, và trang bị vũ khí phòng thủ rất mạnh của chiếc B-17 là quá đủ cho những chiếc máy bay tiêm kích Nhật Bản vốn được bảo vệ khá mong manh.
Chỉ huy của Không lực 5, Trung tướng George Kenney, là một người rất hâm hộ kỹ thuật mới cắt ném bom (skip bombing) (một kỹ thuật ném bom mà bom được thả ở độ cao rất thấp, khiến bom chạm mặt nước ở một góc đủ nông để nó được "cắt" hay uốn cong xuống). Vào ngày 2 tháng 3 năm 1943, sáu chiếc B-17 thuộc Phi Đội 64 đã tấn công một đoàn tàu vận tải binh lính từ độ cao 3 km (10.000 ft) trong giai đoạn đầu của trận chiến biển Bismarck ngoài khơi New Guinea, đã áp dụng cách cắt bom và đánh chìm ba tàu buôn Nhật, trong đó có chiếc Kyokusei Maru. Một chiếc B-17 đã bị máy bay A6M Zero xuất phát từ New Britain bắn rơi, và sau đó viên phi công Nhật này đã dùng súng máy bắn vào một vài thành viên đội bay B-17 khi họ hạ xuống bằng dù rồi tiếp tục tấn công họ trên mặt nước. Sau đó, 13 chiếc B-17 đã ném bom đoàn tàu vận tải này từ độ cao trung bình, khiến các con tàu phải phân tán và kéo dài hành trình. Cuối cùng tất cả đoàn tàu vận tải đều bị tiêu diệt do sự phối hợp tấn công càn quét tầm thấp của những chiếc Beaufighter của Không quân Hoàng gia Úc, và việc cắt ném bom của những chiếc B-25 Mitchell của Không lực Mỹ ở độ cao 30 m (100 ft), trong khi những chiếc B-17 có được năm quả bom ném trúng đích ở tầm cao.
Chỉ có năm liên đội B-17 hoạt động tại Mặt trận Tây Nam Thái Bình Dương. Vào lúc cao điểm có 168 chiếc máy bay ném bom B-17 hoạt động tại mặt trận này vào thời điểm tháng 9 năm 1942, tất cả đều chuyển sang loại máy bay khác vào giữa năm 1943.

### Phòng vệ những chiếc máy bay ném bom

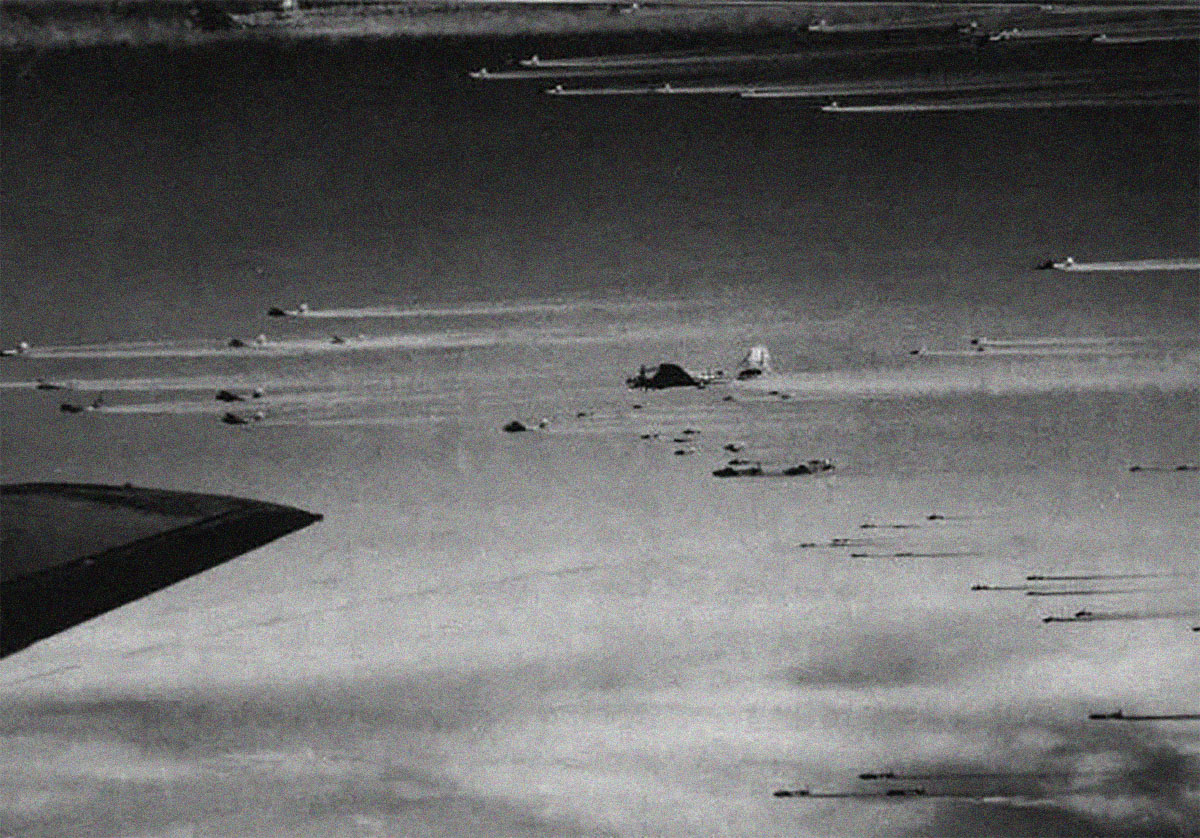
Một phần của dòng máy bay B-17 của Không lực Mỹ lên đến trên 1.000 chiếc

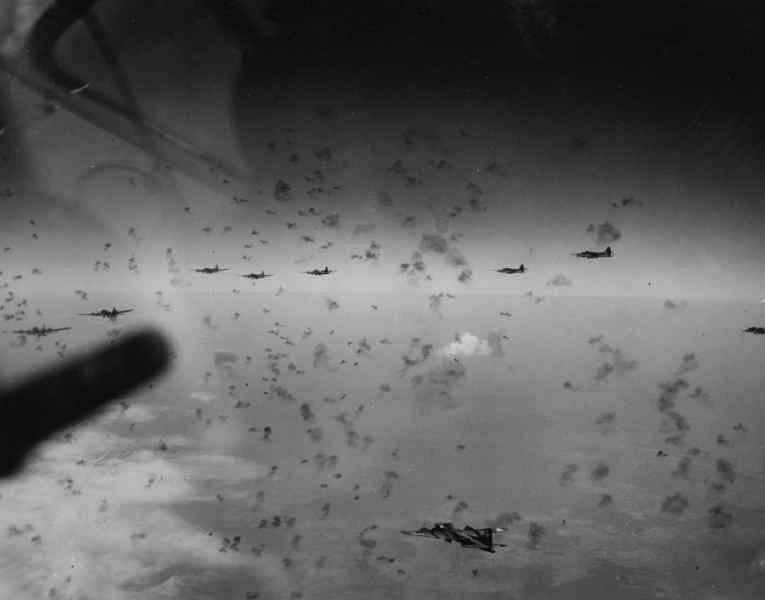
Đội hình B-17 đang bay qua lưới lửa pháo phòng không dày đặc trên bầu trời Merseburg, Đức

Trước khi có việc hộ tống tầm xa bằng máy bay tiêm kích, những chiếc B-17 chỉ có thể dựa vào những khẩu súng máy M2 Browning 12,7 mm (0,50 in) để tự vệ trong khi ném bom bên trên bầu trời châu Âu. Khi cuộc chiến ngày càng ác liệt, Boeing sử dụng những thông tin phản hồi từ các đội bay để cải tiến các phiên bản mới hơn với số vũ khí và vỏ giáp ngày càng tăng. Số lượng súng máy phòng thủ tăng từ bốn khẩu súng máy 12,7 mm (0,50 in) và một khẩu súng máy 7,62 mm (0,30 in) trước mũi của phiên bản B-17C, lên đến 13 khẩu súng máy 12,7 mm (0,50 in) trên phiên bản B-17G. Nhưng vì những chiếc máy bay ném bom không thể cơ động khi bị các máy bay tiêm kích tấn công, và trong những phút cuối cùng bay ném bom nó cần phải bay ngang và thẳng, những chiếc máy bay đơn lẻ phải nỗ lực để né tránh những cú tấn công trực tiếp.
Một cuộc điều tra của Không lực Mỹ tiến hành năm 1943 tìm thấy rằng trên phân nửa các máy bay ném bom bị Đức bắn rơi đã rời bỏ sự bảo vệ của đội hình chính. Để đối phó vấn đề này, Không lực Mỹ đã đề ra một nhóm đội hình máy bay ném bom, sẽ phát triển thành kiểu đội hình chiến đấu hình hộp so le, nơi mà tất cả những chiếc B-17 có thể an toàn che chở bất kỳ máy bay nào khác trong đội hình với những khẩu súng máy, làm cho đội hình những chiếc máy bay ném bom là một mục tiêu nguy hiểm cho máy bay tiêm kích địch đến tấn công. Tuy nhiên, việc sử dụng một đội hình cứng nhắc như thế có nghĩa là từng máy bay riêng rẽ không thể thực hiện những cơ động lẩn tránh: Chúng phải luôn luôn bay thành một đường thẳng, làm cho chúng trở nên mong manh trước những khẩu pháo phòng không 88 mm của Đức. Thêm vào đó, những chiếc máy bay tiêm kích Đức sau này áp dụng chiến thuật bắn phá lướt qua tốc độ cao thay vì nghênh chiến từng chiếc máy bay một, cho phép gây thiệt hại nhiều nhất với nguy cơ tối thiểu.
Kết quả là, tỉ lệ tổn thất của B-17 cao đến 25% trong một số phi vụ lúc đầu (60 trong tổng số 291 chiếc B-17 bị mất trong chiến đấu trong đợt không kích thứ hai nhắm vào Schweinfurt), và phải cho đến khi có sự tham gia của việc hộ tống tầm xa bằng máy bay tiêm kích hiệu quả (đặc biệt là bởi những chiếc P-51 Mustang), làm suy yếu lực lượng máy bay tiêm kích đánh chặn Đức giữa tháng 2 và tháng 6 năm 1944, mà những chiếc B-17 mới trở nên lực lượng chiến lược đầy uy lực.
Chiếc B-17 được ghi nhận là có khả năng chịu đựng hư hại trong chiến đấu mà vẫn đến ̣được mục tiêu và đưa đội bay quay về căn cứ an toàn. Wally Hoffman, một phi công B-17 của Không Lực 8 trong Thế Chiến II, đã nói: "Chiếc máy bay có thể bị cắt và chém hầu như ra thành từng mảnh do hỏa lực đối phương và vẫn có thể mang đội bay của nó quay về nhà." Martin Caidin báo cáo về một tình huống mà một chiếc B-17 bị va chạm trên không cùng một chiếc Focke-Wulf 190, mất một động cơ và bị hư hại nghiêm trọng cả cánh ổn định ngang bên phải cùng cánh đuôi, và bị loại ra khỏi đội hình do cú va chạm. Chiếc máy bay được báo cáo bởi các quan sát viên là bị bắn rơi, nhưng nó vẫn sống sót và đưa được đội bay quay về mà không bị thương tích gì. Sự bền bỉ của nó đã bù đắp nhiều hơn cho tầm bay ngắn hơn và tải trọng bom ít hơn khi so với những chiếc máy bay ném bom hạng nặng Consolidated B-24 Liberator hoặc chiếc Avro Lancaster Anh Quốc. Những câu chuyện đầy dẫy về những chiếc B-17 quay về căn cứ với đuôi bị phá hủy, chỉ còn một động cơ hoạt động, hay thậm chí một diện tích cánh lớn bị pháo phòng không gây hư hại. Sự bền bỉ này, cùng với số lượng lớn máy bay hoạt động trong Không lực 8 và danh tiếng mà chiếc "Memphis Belle" đạt được, làm cho chiếc B-17 trở thành máy bay ném bom nổi bật nhất trong cuộc chiến tranh.
Thiết kế của chiếc B-17 trải qua tám thay đổi lớn trong suốt quá trình sản xuất, tích lũy lại nơi phiên bản B-17G, khác biệt phiên bản ngay trước nó bằng việc bổ sung một tháp súng "cằm" gồm hai súng máy 12,7 mm (0,50 inch) M2 Browning dưới mũi máy bay. Điều này đã cho phép hạn chế được điểm yếu kém chính trong phòng thủ của chiếc B-17 khi bị tấn công trực diện.

### B-17 và Không quân Đức

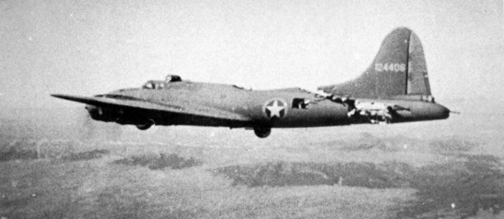
Chiếc B-17F-5-BO All American, số hiệu 41-24406, thuộc Phi đội 414, Liên đội 97 sau khi va chạm với một chiếc Fw 190 ngày 1 tháng 2 năm 1943 trong một phi vụ đến Bizerte. Trung úy phi công Kendrick R. Bragg mang được máy bay quay về căn cứ an toàn, nơi nó được sửa chữa và tiếp tục hoạt động cho đến khi bị thải hồi ngày 6 tháng 3 năm 1945. Ảnh do đồng đội trên chiếc Fortress 41-24412 chụp.

Sau khi khảo sát xác những chiếc B-17 và B-24 bị bắn rơi, các quan chức Không quân Đức khám phá ra rằng phải bắn trúng ít nhất 20 phát đạn pháo MG 151 20 mm (0,79 inch) bắn từ phía sau mới có thể bắn hạ một chiếc B-17. Những phi công với khả năng trung bình chỉ có thể bắn trúng những chiếc máy bay ném bom với khoảng 2% số đạn bắn ra, cho nên để đạt được 20 phát trúng, một phi công trung bình phải ngắm bắn khoảng một ngàn quả đạn pháo 20 mm (0,79 inch) vào chiếc máy bay ném bom. Những phiên bản đầu tiên của chiếc Fw 190, một trong những máy bay tiêm kích đánh chặn tốt nhất của Đức, được trang bị hai pháo MG FF 20 mm (0,79 inch) và chỉ mang theo được 500 quả đạn. Tầm bắn 400 m của chiếc máy bay tiêm kích cũng ngắn hơn tầm bắn 1.000 m của chiếc B-17, nên nó trở nên mong manh khi tiếp cận chiếc máy bay ném bom, cho dù sau đó với kiểu pháo Mauser MG 151/20 tốt hơn, có tầm bắn hiệu quả cao hơn so với kiểu MG FF. Phi công tiêm kích Đức nhận ra rằng khi tấn công trực diện, nơi có ít khẩu súng phòng thủ được ngắm đến, chỉ cần bốn hay năm phát trúng là có thể bắn hạ chiếc máy bay ném bom. Để sửa chữa thiếu sót của chiếc Fw 190, số khẩu pháo trên chiếc máy bay tiêm kích được tăng gấp đôi thành bốn khẩu và số lượng đạn cũng được tăng thên tương ứng, và đến năm 1944 được nâng cấp lên kiểu pháo Rheinmetall-Borsig MK 108 30 mm (1,2 inch), cho phép bắn hạ chiếc máy bay ném bom chỉ trong vài phát trúng.
Không quân Đức cũng áp dụng vào giữa tháng 8 năm 1943, như một kiểu tấn công "cân bằng", loại vũ khí cối rocket Werfer-Granate 21 (Wfr. Gr. 21) phóng ra từ những ống phóng hình trụ gắn một chiếc cố định dưới mỗi cánh trên những chiếc máy bay tiêm kích một động cơ của Không quân Đức, và hai ống phóng dưới mỗi cánh trên một số chiếc máy bay tiêm kích hạng nặng ban ngày Bf 110, với kỳ vọng chúng sẽ là vũ khí chống ném bom chủ lực. Tuy nhiên, do tính chất đường đạn đi xuống của rocket khi bắn ra, ngay cả khi ống phóng được gắn chếch lên một góc 15°, và cũng do số ít máy bay được trang bị loại vũ khí này, kiểu cối rocket Wfr.Gr. 21 chưa bao giờ có ảnh hướng lớn đến đội hình chiến đấu của những chiếc Fortress. Cũng phải kể đến những nỗ lực của Không quân Đức nhằm trang bị các khẩu pháo cỡ lớn Bordkanone cỡ nòng 37, 50 và thậm chí là 75 mm (2,95 inch) trên những máy bay hai động cơ như là kiểu tiêm kích đặc biệt Ju 88P, và ngay cả trên một phiên bản của kiểu máy bay Me 410 Hornisse. Dù sao, các loại vũ khí chống ném bom này ít có hiệu quả trên các đợt tấn công ném bom chiến lược của Hoa Kỳ.
Chiếc Me 262 cũng ghi được những thắng lợi trung bình trên chiếc B-17 trong giai đoạn sau của cuộc chiến. Với vũ khí trang bị thường xuyên gồm bốn pháo MK 108 gắn trước mũi, và trên một số phiên bản còn được trang bị rocket R4M mang trên đế dưới cánh, nó có thể bắn từ bên ngoài tầm của những khẩu súng máy 0,50 in phòng thủ của chiếc máy bay ném bom, và bắn hạ nó chỉ với một phát trúng duy nhất.

Chiếc B-17F-27-BO do Không quân Đức chiếm được, nguyên là máy bay của Không lực Mỹ tên "Wulf Hound", số hiệu 41-24585, thuộc Phi đội 360, Liên đội Ném bom 303, bị mất tích trong hoạt động vào ngày 16 tháng 10 năm 1942. Được đưa ra hoạt động trong Phi đoàn Chiến đấu 200 Không quân Đức.

Trong Thế Chiến II, sau khi bị rơi hoặc buộc phải hạ cánh, có khoảng 40 chiếc B-17 bị Không quân Đức chiếm giữ và tân trang, và khoảng một tá chiếc được đưa trở lại hoạt động. Được sơn màu của Đức và mang tên hiệu "Dornier Do 200", những chiếc B-17 chiếm giữ được Không quân Đức sử dụng trong các phi vụ do thám bí mật và trinh sát, hầu hết là bởi một đơn vị Không quân Đức bí mật được biết dưới tên gọi Phi đoàn Chiến đấu 200 (Kampfgeschwader 200). Một chiếc B-17 thuộc phi đoàn KG 200này, mang ký hiệu Không quân Đức A3+FB, bị Tây Ban Nha chiếm giữ khi nó hạ cánh xuống sân bay Valencia vào ngày 27 tháng 6 năm 1944, và ở lại đó cho đến hết chiến tranh. Một số chiếc B-17 vẫn giữ lại các phù hiệu của Đồng Minh và được sử dụng trong các ý định xâm nhập vào các đội hình B-17 để báo các về vị trí và cao độ của các nhóm này. Việc thực hành này ban đầu khá thành công, nhưng các đội bay Không lực Mỹ nhanh chóng phát triển và thành lập các quy trình chuẩn để trước tiên cảnh báo, rồi sau đó khai hỏa vào mọi "kẻ lạ" cố xâm nhập vào đội hình của nhóm. Những máy bay B-17 khác được sử dụng để xác định những điểm dễ tổn thương của loại máy bay này và để huấn luyện chiến thuật cho các phi công tiêm kích đánh chặn Đức. Một ít máy bay vẫn còn sống sót và được phe Đồng Minh tìm thấy sau chiến tranh.

### Hoạt động sau chiến tranh

#### Không quân Hoa Kỳ
Sau Thế Chiến II, chiếc B-17 được xem là đã lạc hậu và hầu hết máy bay của Không lực Lục quân Mỹ được cho nghỉ hưu. Các đội bay mang chiếc máy bay ném bom của họ băng qua Đại Tây Dương trở về Mỹ, nơi hầu hết được tháo dỡ và nấu chảy. Sau khi được thành lập như một binh chủng độc lập vào năm 1947, Không quân Hoa Kỳ sử dụng những chiếc B-17 Flying Fortress (ban đầu được gọi là F-9 do từ Fotorecon, trinh sát hình ảnh, sau này là RB-17) cho Bộ chỉ huy Không quân Chiến lược (SAC) từ năm 1946 đến năm 1951. Dịch vụ cứu nạn Không quân Hoa Kỳ trực thuộc Dịch vụ Vận tải Hàng không Quân sự (MATS, Military Air Transport Service) cũng sử dụng những chiếc phiên bản SB-17, còn được gọi là máy bay cứu nạn hàng hải "Dumbo", từ cuối những năm 1940 đến giữa những năm 1950.
Vào cuối những năm 1950, những chiếc B-17 cuối cùng còn hoạt động cùng Không quân Hoa Kỳ là những phiên bản QB-17 giả lập mục tiêu, DB-17P điều khiển mục tiêu giả, và một ít chiếc máy bay vận tải VIP VB-17. Phi vụ cuối cùng do một chiếc Fortress Không quân thực hiện diễn ra vào ngày 6 tháng 8 năm 1959, khi chiếc DB-17P số hiệu 44-83684 điều khiển một chiếc QB-17G số hiệu 44-83717 bên trên Căn cứ Không quân Holloman, New Mexico làm giả một mục tiêu cho cuộc thử nghiệm bắn tên lửa không-đối-không Falcon từ một máy bay tiêm kích F-101 Voodoo. Một buổi lễ nghỉ hưu được tổ chức nhiều ngày sau đó tại căn cứ Holloman, sau đó chiếc 44-83684 được chuyển về Trung tâm Tồn trữ và Loại bỏ máy bay quân sự (MASDC) ở Căn cứ Không quân Davis-Monthan, Arizona. Chiếc Memphis Belle, có lẽ là chiếc B-17 nổi tiếng nhất, được bảo tàng Quốc gia Không quân Hoa Kỳ chọn lựa để khôi phục lại kiểu dáng nguyên thủy thời chiến tranh.

#### Hải quân và Tuần duyên Hoa Kỳ
Trong năm cuối cùng của chiến tranh và ít lâu sau đó, Hải quân Hoa Kỳ sở hữu 48 chiếc B-17 nguyên của Không lực Mỹ dành cho việc tuần tra và cứu nạn trên biển. Thoạt tiên, những chiếc máy bay này hoạt động dưới tên gọi gốc của Không lực, nhưng vào ngày 31 tháng 7 năm 1945 chúng được đặt tên riêng PB-1 theo hệ thống đặt tên của Hải quân, tên này trước đây từng được đặt cho một kiểu thủy phi cơ thử nghiệm vào năm 1925. Vì tất cả những chiếc Fortress liên quan đều do Douglas hoặc Lockheed chế tạo chứ không do Boeing, một tên gọi hợp lý hơn dành cho chúng phải là P4D-1W hay P3V-1G tương ứng.

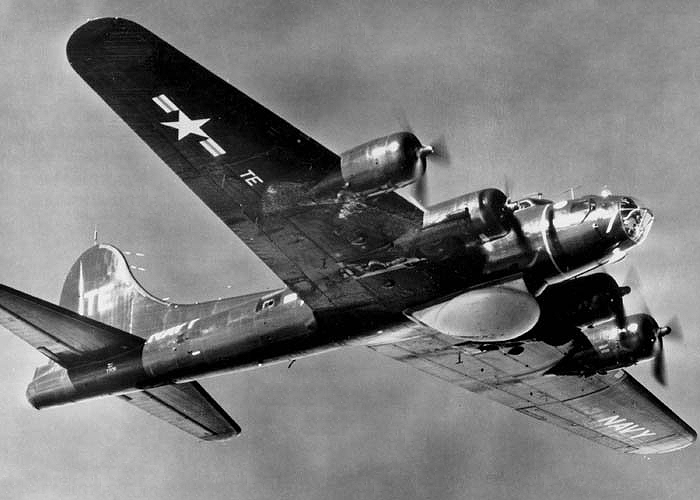
Trong một chương trình gọi là Cadillac II, Hải quân Mỹ trang bị hệ thống radar AN/APS-20 trên chiếc B-17G, và đặt tên cho nó là PB-1W.

Hai mươi bốn chiếc B-17G (bao gồm một chiếc B-17F được cải biến lên tiêu chuẩn G) được Hải quân sử dụng dưới tên gọi PB-1W, trong đó ký tự W tượng trưng chiến tranh chống tàu ngầm (antisubmarine warfare). Một vòm lớn chứa radar dò tìm AN/APS-20 được gắn bên dưới thân, đồng thời những thùng nhiên liệu phụ bên trong thân được bổ sung nhằm đạt được tầm bay xa hơn. Những chiếc máy bay này được sơn màu xanh dương đậm tiêu chuẩn của Hải quân, vốn được bắt đầu áp dụng từ cuối năm 1944. Đa số những máy bay này do Douglas chế tạo, bay trực tiếp từ xưởng ở Long Beach đến đơn vị Cải biến Máy bay Hải quân tại các căn cứ không lực hải quân Johnsville và Warminster thuộc Pennsylvania vào mùa Hè năm 1945, nơi những bộ radar APS-20 được trang bị. Tuy nhiên, chiến tranh kết thúc trước khi có bất kỳ chiếc PB-1W nào được bố trí hoạt động, và các vũ khí phòng thủ sau đó bị loại bỏ.
Một vài chiếc PB-1W đầu tiên được gửi đến Phi đội Tuần tra Ném bom VPB-101 (Patrol Bomber) vào tháng 4 năm 1946. Kiểu máy bay PB-1W sau đó trong thực tế trở thành máy bay cảnh báo sớm do hệ thống radar APS-20 trang bị cho nó. Đến năm 1947, PB-1W được bố trí đến các đơn vị hoạt động của cả hạm đội Đại Tây Dương lẫn Thái Bình Dương. Phi đội VPB-101 tại bờ Đông được đổi tên thành Phi đội Thử nghiệm và Đánh giá VX-4 (Air Test and Evaluation) và được chuyển đến Căn cứ Không lực Hải quân Quonset Point, Rhode Island. Vào năm 1952 Phi đội VX-4 lại được đổi tên thành Phi đội VW-2 (Airborne Early Warning) và được chuyển đến Căn cứ Không lực Hải quân Patuxent River, Maryland. Nhiệm vụ chủ yếu của VW-2 là cảnh báo sớm, và vai trò phụ là tuần tra chống tàu ngầm và trinh sát chống bão. Phi đội VW-1 được thành lập vào năm 1952 với bốn chiếc PB-1W tại Căn cứ Không lực Hải quân Barbers Point, Hawaii với những đơn vị được rút ra từ Phi đội Hỗn hợp hạm đội VC-11 tại Căn cứ Không lực Hải quân Miramar và Phi đội Tuần tra VP-51 tại Căn cứ Không lực Hải quân North Island ở San Diego, California. Vai trò của Phi đội VW-1 cũng tương tự như của VW-2.
PB-1W tiếp tục phục vụ trong Hải quân Mỹ cho đến năm 1955, được thay thế dần do sự ưa chuộng chiếc Lockheed WV-2 (được biết đến trong Không quân Mỹ dưới tên gọi EC-121), một phiên bản quân sự của kiểu máy bay hành khách dân dụng Lockheed 1049 Constellation. Những chiếc PB-1W nghỉ hưu được cho chuyển đến Trung tâm Tồn trữ Máy bay Hải quân tại Căn cứ Không lực Hải quân Litchfield Park, Arizona và được loại bỏ vào giữa năm 1956. Nhiều chiếc được bán do dư thừa và được đăng ký thành máy bay dân dụng, và 13 chiếc được bán để tháo dỡ.
Hai chiếc B-17 nguyên của Không lực Mỹ được Hải quân sử dụng dưới tên gọi XPB-1 dành cho nhiều chương trình phát triển khác nhau. Chiếc thứ nhất được chuyển cho Hải quân vào tháng 6 năm 1945, chiếc thứ hai vào tháng 8 năm 1946. Chiếc thứ hai được Phòng thí nghiệm Hàng không Cornell sử dụng trong một chương trình thử nghiệm động cơ phản lực trước khi loại bỏ vào năm 1955.
Vào tháng 5 năm 1947, có thêm sáu chiếc B-17G không rõ số hiệu được chuyển cho Hải quân và được gán lại số hiệu từ 83993 đến 83998. Chúng được chứa tại Căn cứ Không lực Hải quân Corpus Christi, Texas cho đến ngày 31 tháng 8 năm 1947, khi chúng được loại bỏ sau khi không có nhu cầu sử dụng. Có thêm hai chiếc PB-1 được chuyển cho Hải quân vào năm 1950, những chiếc này nguyên của Không quân đã cải biến hai chiếc EB-17G thành cấu hình PB-1W để tham gia các chương trình thử nghiệm. Sau khi hoàn tất các thử nghiệm, những chiếc này được chuyển cho Hải quân.

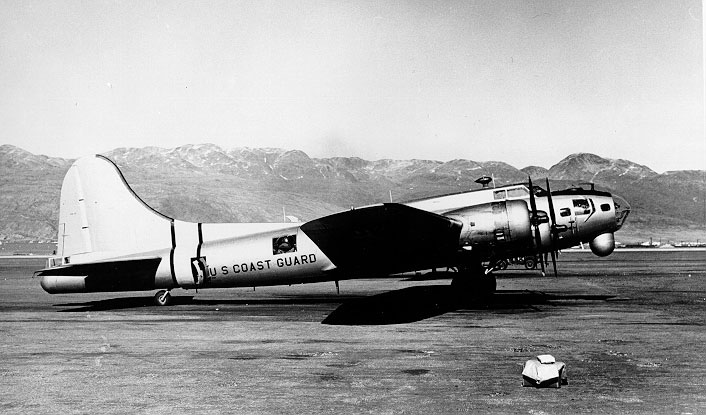
Chiếc PB-1G thuộc lực lượng Tuần duyên Hoa Kỳ đặt căn cứ tại Kodiak, Alaska.

Mười bảy chiếc B-17G Không lực do Vega chế tạo được lực lượng Tuần duyên Hoa Kỳ sử dụng dưới tên gọi PB-1G. Vào tháng 7 năm 1945, 18 chiếc B-17 được Không lực Mỹ dành riêng ra để chuyển cho Tuần duyên Mỹ thông qua Hải quân. Những máy bay này ban đầu mang số hiệu của hải quân và chiếc PB-1G đầu tiên được giao cho lực lượng Tuần duyên vào tháng 7 năm 1946. Trong thực tế chỉ có mười lăm chiếc PB-1G được giao, và lực lượng Tuần duyên sở hữu thêm một máy bay nữa trực tiếp từ Không quân Mỹ vào năm 1947.
Những chiếc PB-1G của lực lượng Tuần duyên Mỹ được bố trí khắp Bắc Bán cầu, với năm chiếc tại Căn cứ Không lực Tuần duyên Elizabeth City, North Carolina, hai chiếc tại Căn cứ Không lực Tuần duyên San Francisco, hai chiếc tại Căn cứ Không lực Hải quân Argentia, Newfoundland, một chiếc tại Căn cứ Không lực Tuần duyên Kodiak, Alaska, và một chiếc tại tiểu bang Washington. Chúng được sử dụng chủ yếu cho việc cứu nạn hàng hải, nhưng cũng được dùng cho việc tuần tra băng trôi và chụp ảnh bản đồ. Những chiếc PB-1G cứu nạn hàng hải thường mang theo một bè cứu sinh thả được bên dưới thân, và được sơn màu vàng-đen truyền thống của việc cứu nạn. Tháp pháo dưới cằm thường được thay thế bằng một vòm radar. Trong những năm sau chiến tranh, PB-1G Tuần duyên Mỹ được sơn huy hiệu quốc gia trên cánh đuôi đứng thay vì trên thân máy bay, một điều mà những chiếc máy bay cánh cố định của lực lượng này vẫn còn áp dụng cho đến ngày nay. Chúng tiếp tục phục vụ trong vài trò này cho đến hết thập niên 1950, khi chiếc cuối cùng được rút khỏi phục vụ vào ngày 14 tháng 10 năm 1959. Chiếc máy bay cuối cùng được bán do dư thừa, được sử dụng nhiều năm như một máy bay chở dầu, và ngày nay được trưng bày tại Arizona.

#### Các ứng dụng khác
Hiện nay còn khoảng một tá chiếc B-17 còn bay được trong khoảng năm chục khung máy bay còn sống sót. Nhiều chiếc trong số này là những máy bay dư thừa hoặc máy bay huấn luyện, vốn được giữ lại Mỹ trong Thế Chiến II. Tuy nhiên, cũng có vài ngoại lệ.
Nhiều chiếc B-17 cùng với các kiểu máy bay ném bom khác thời Thế Chiến II được chuyển sang làm máy bay hành khách dân dụng. Những chiếc B-17 khác kéo dài thời gian phục vụ của nó như những máy bay phun thuốc trừ sâu tại vùng Đông Nam Hoa Kỳ, hoặc máy bay chở nước trên không dùng để chống lại cháy rừng vùng Tây Bắc Hoa Kỳ.

## Các phiên bản/giai đoạn thiết kế
| Phiên bản | Số lượng | Chuyến bay đầu       |
| --------- | -------- | -------------------- |
| Kiểu 299  | 1        | 28 tháng 7 năm 1935  |
| YB-17     | 13       | 2 tháng 12 năm 1936  |
| YB-17A    | 1        | 29 tháng 4 năm 1938. |
| B-17B     | 39       | 27 tháng 6 năm 1939  |
| B-17C     | 38       | 21 tháng 7 năm 1940  |
| B-17D     | 42       | 3 tháng 2 năm 1941   |
| B-17E     | 512      | 5 tháng 9 năm 1941   |
| B-17F     | 3.405    | 30 tháng 5 năm 1942  |
| B-17F-BO  | 2.300    |                      |
| B-17F-DL  | 605      |                      |
| B-17F-VE  | 500      |                      |
| B-17G     | 8.680    |                      |
| B-17G-BO  | 4.035    |                      |
| B-17G-DL  | 2.395    |                      |
| B-17G-VE  | 2.250    |                      |
| Tổng cộng | 12.731   |                      |

Chiếc B-17 trải qua nhiều biến đổi trong mỗi giai đoạn thiết kế và các phiên bản. Trong số 13 chiếc YB-17 được đặt hàng để thử nghiệm hoạt động, 12 chiếc được Liên đội Ném bom 2 tại sân bay Langley, Virginia sử dụng để phát triển kỹ thuật ném bom hạng nặng, trong khi chiếc thứ 13 được giao cho Bộ phận Hậu cần tại sân bay Wright Field, Ohio dùng để bay thử nghiệm. Các thử nghiệm trên chiếc máy bay này đã dẫn đến việc sử dụng bộ turbo siêu tăng áp, sau này là trang bị tiêu chuẩn cho tất cả các dòng B-17. Chiếc thứ 14, chiếc Y1B-17A, ban đầu được dự định chỉ để thử nghiệm trên mặt đất, được nâng cấp với bộ turbo tăng áp. Sau khi máy bay này hoàn tất công việc thử nghiệm, nó được đặt lại tên là B-17A, vào tháng 4 năm 1938 là máy bay đầu tiên được đưa vào hoạt động dưới tên gọi là B-17.

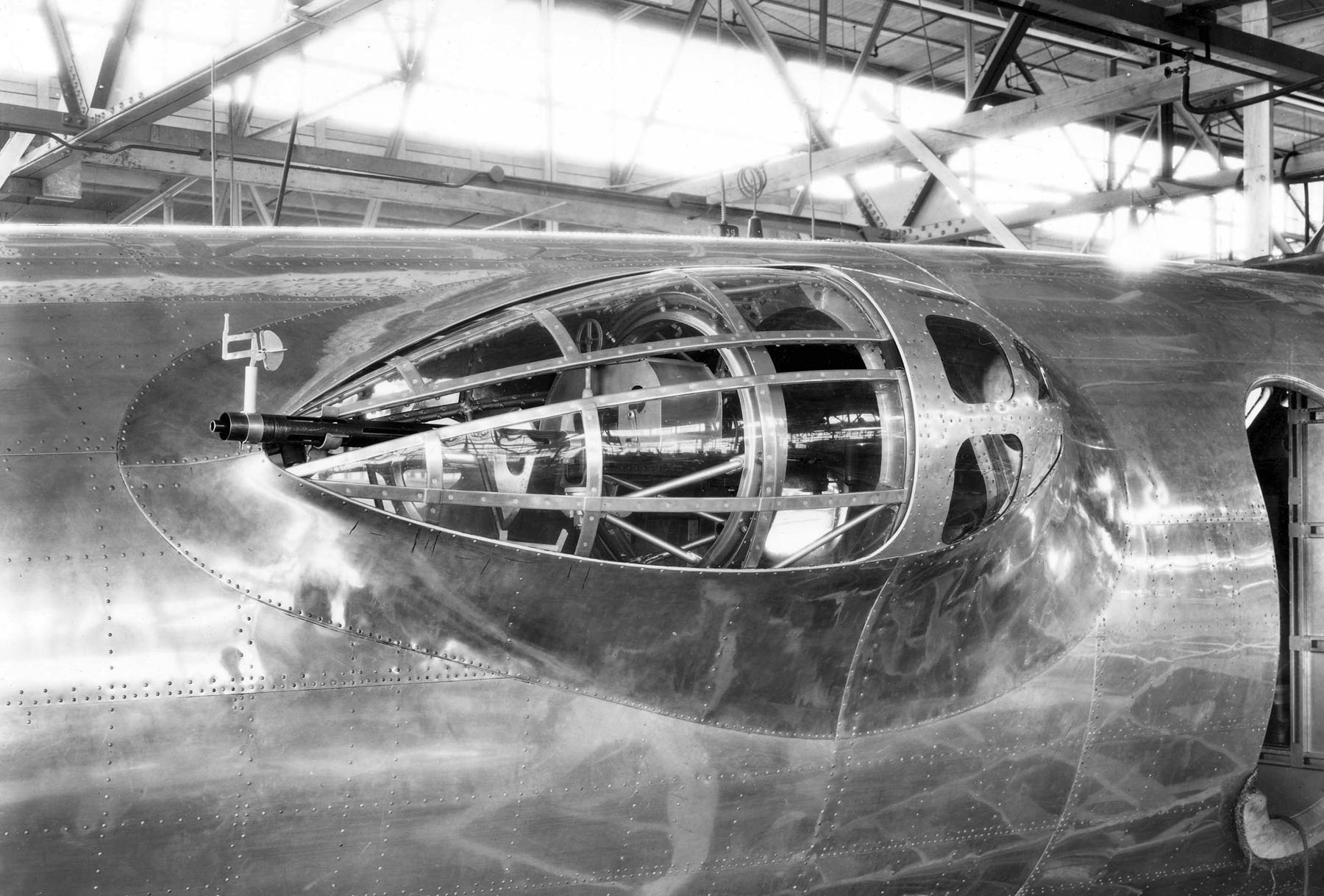
Tháp súng dạng ló ra trên chiếc Kiểu 299, không được áp dụng vào sản xuất

Khi dây chuyền sản xuất phát triển, các kỹ sư của Boeing tiếp tục cải tiến dựa trên thiết kế căn bản. Để cải thiện tính năng bay ở tốc độ thấp, chiếc B-17B được thay đổi để có bánh lái hướng và cánh nắp lớn hơn. Chiếc B-17C thay đổi từ những khẩu súng ló ra thành phẳng và các cửa sổ có hình bầu dục. Đáng kể nhất là với phiên bản B-17E, thân máy bay được kéo dài thêm 3 m (10 feet), cánh đuôi đứng và bánh lái hướng lớn hơn được tích hợp vào thiết kế căn bản, một vị trí súng máy ở đuôi và một mũi máy bay cải tiến được thêm vào. Động cơ được nâng cấp nhiều lần lên những phiên bản mạnh mẽ hơn, và tương tự như vậy, các vị trí súng được thay đổi trong nhiều dịp nhằm tăng cường hiệu quả của chúng.

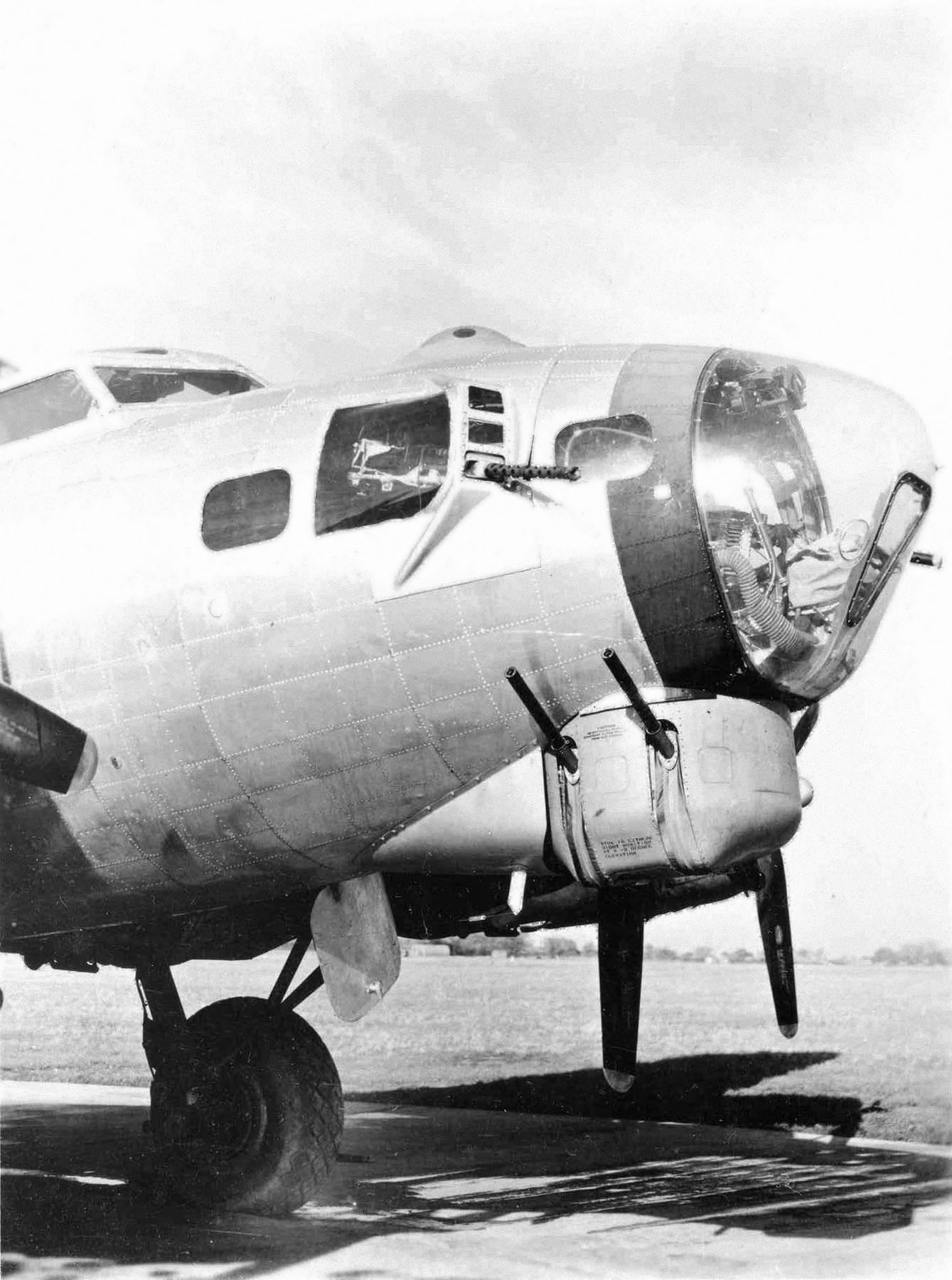
Chi tiết mũi máy bay phiên bản B-17G

Cho đến khi phiên bản cuối cùng B-17G xuất hiện, số lượng súng máy đã tăng từ bảy lên mười ba khẩu, thiết kế các vị trí súng được cố định, và các điều chỉnh khác cũng hoàn tất. Chiếc B-17G là phiên bản chót của B-17, bao gồm mọi thay đổi đã thực hiện trên phiên bản trước đó, chiếc B-17F, và có tổng cộng 8.680 chiếc được chế tạo, chiếc cuối cùng vào ngày 9 tháng 4 năm 1945. Nhiều chiếc B-17G được cải biến cho những nhiệm vụ khác như vận chuyển hàng hóa, thử nghiệm động cơ và trinh sát hình ảnh. Ban đầu được đặt tên là SB-17G, một số chiếc B-17G cũng được cải biến cho nhiệm vụ tìm kiếm và giải cứu, sau đó được đặt lại tên là B-17H.

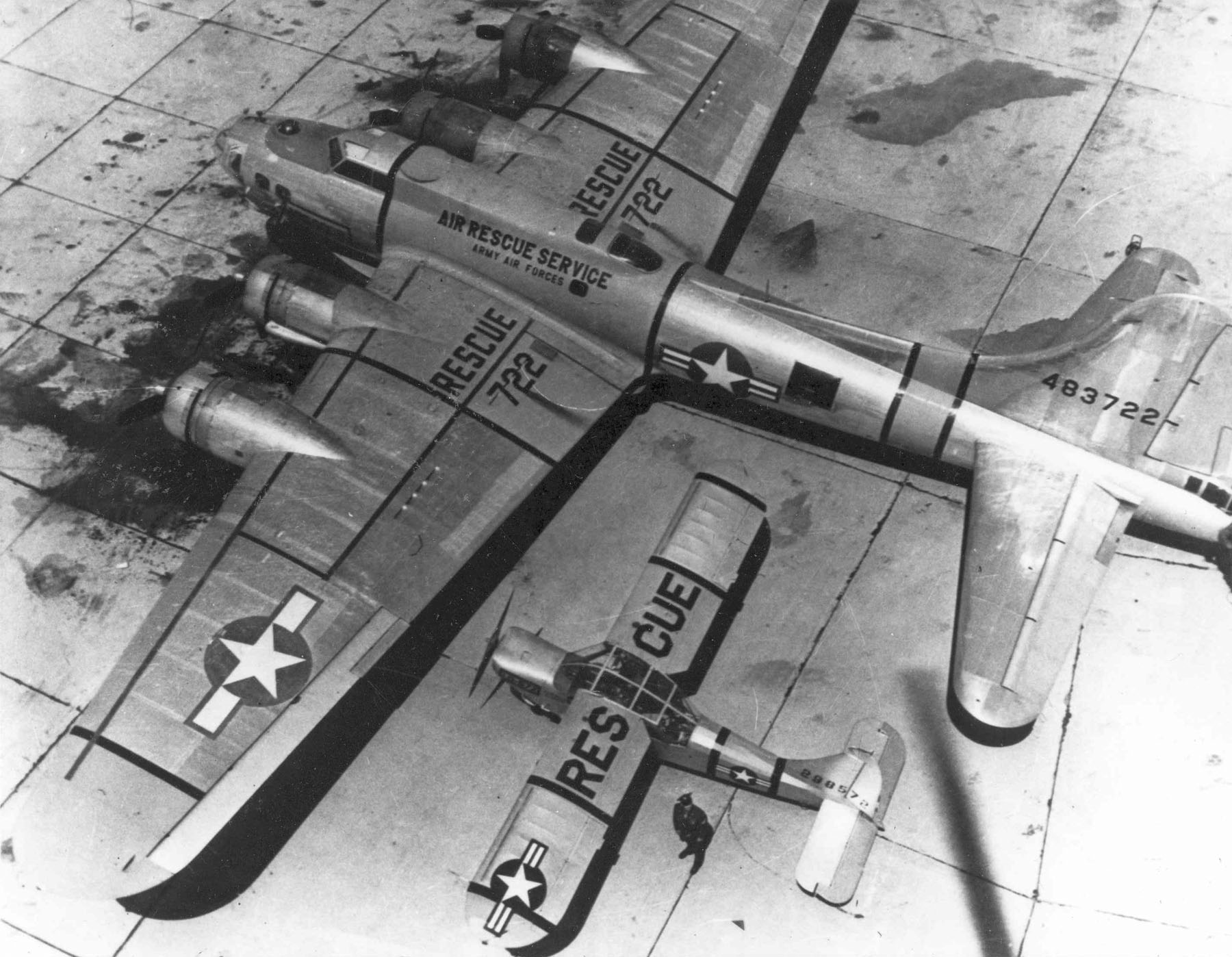
Chiếc SB-17G Flying Fortress, số hiệu 44-83722, còn được gọi là B-17H, dùng làm máy bay tìm kiếm và giải cứu. Khung máy bay này sau đó được sử dụng như là một mục tiêu trong ba chiến dịch thử nghiệm nguyên tử Snapper tại Yucca Flats trong thập niên 1950 và bị hư hại nặng. Phần còn lại được sử dụng để phục hồi khung máy bay số hiệu 44-85813 tại Urbana, Ohio.

Hai phiên bản của chiếc B-17 đã bay dưới những tên khác, đó là chiếc XB-38 và chiếc YB-40. Chiếc XB-38 là một nền tảng dùng trong thử nghiệm kiểu động cơ Allison V-1710 làm mát bằng nước, dự phòng trường hợp kiểu động cơ Wright được sử dụng bình thường trên chiếc B-17 không sẵn có. Chiếc YB-40 là một phiên bản cải tiến dựa trên chiếc B-17 tiêu chuẩn được vũ trang mạnh, được sử dụng trước khi kiểu máy bay tiêm kích hộ tống tầm xa rất hiệu quả P-51 Mustang được đưa ra hoạt động hộ tống việc ném bom. Vũ khí bổ sung bao gồm một tháp súng vận hành bằng điện tại phòng điện báo, tháp súng cằm (được tiếp tục trở thành trang bị tiêu chuẩn trên phiên bản B-17G) và hai súng máy 12,7 mm (0,50 inch) bên hông. Tổng số đạn được mang theo là trên 11.000 viên, làm cho chiếc YB-40 nặng hơn trên 4.500 kg (10.000 lb) so với một chiếc B-17F chất đầy tải. Không may là, chiếc YB-40 với rất nhiều trang bị nặng gặp phải vấn đề không theo kịp tốc độ những chiếc máy bay ném bom rỗng, và do đó, cùng với sự ra đời của chiếc P-51 Mustang, kế hoạch bị dừng và cuối cùng kết thúc vào tháng 7 năm 1943.
Vào cuối Thế Chiến II, có ít nhất 25 máy bay B-17 được dùng làm máy bay giả, trang bị hệ thống điều khiển bằng radio và chất đầy 9.000 kg (20.000 lb) chất nổ Torpex và TNT, được đặt tên là "tên lửa BQ-7 Aphrodite", và được sử dụng để chống lại các hầm ngầm chứa tên lửa V-1 và các công sự đề kháng bom. Chiến dịch Castor được bắt đầu vào ngày 23 tháng 6 năm 1944, sử dụng Liên đội Ném bom 388 tại Knettishall. Một sân bay tại vùng dân cư thưa thớt của Norfolk được chọn làm Căn cứ Không quân Hoàng gia Fersfield gần Winfarthing. Máy bay giả sử dụng thường là một chiếc B-17 Fortress, và do một máy bay B-34 Ventura điều khiển để đâm vào mục tiêu. Bốn chiếc "tên lửa" kiểu này đã được gửi đến Mimoyecques, Siracourt, Watten và Wizernes vào ngày 4 tháng 8, và chỉ gây thiệt hại nhẹ. Vào ngày 6 tháng 8, có thêm hai chiếc B-17 đâm xuống Watten với chút ít thành công. Dự án này đột ngột bị hủy bỏ sau khi có một vụ nổ máy bay trên không trung không giải thích được tại khu vực cửa sông Blyth, liên quan đến một chiếc Liberator trong thành phần lực lượng của Hải quân Hoa Kỳ tham gia "Kế hoạch Anvil", đang trên đường đi đến Heligoland và do Trung úy phi công Joseph P. Kennedy Jr., anh trai của Tổng thống Mỹ tương lai John F. Kennedy, điều khiển. Mảnh vỡ của vụ nổ trải rộng một khu vực có đường kính lên đến 8 km (5 dặm), và các quan chức Anh lo lắng rằng những tai nạn tương tự có thể lại xảy ra. Vì hầu như rất ít (hoặc không có) chiếc BQ-7 nào trúng đích, những chiếc trong kế hoạch Aphrodite bị tháo bỏ vào năm 1945.
Trong và sau Thế Chiến II, một số loại vũ khí được thử nghiệm và sử dụng trên chiếc B-17, trong số đó có bom lượn "razon" (điều khiển bằng radio), và Ford-Republic JB-2 Loon (còn có tên lóng là Thunderbugs), một kiểu mẫu sao chép kỹ thuật của Mỹ từ kiểu bom bay Đức V-1. Một đoạn phim về chiếc V-1/JB-2 đang bay trên không được sử dụng rộng rãi trong nhiều phim tài liệu về Thế Chiến II thực ra được quay từ một máy bay Không lực Mỹ A-26 tại Căn cứ Không quân Eglin, và được phóng từ đảo Santa Rosa, Florida. Vào cuối những năm 1950, những chiếc B-17 cuối cùng hoạt động trong Không quân Hoa Kỳ là những máy bay mục tiêu giả QB-17 và máy bay điều khiển mục tiêu giả DB-17P, cùng một vài chiếc VB-17 tân trang được sử dụng linh tinh tại các phi đội.

## Chiếc Fortress như là một biểu trưng

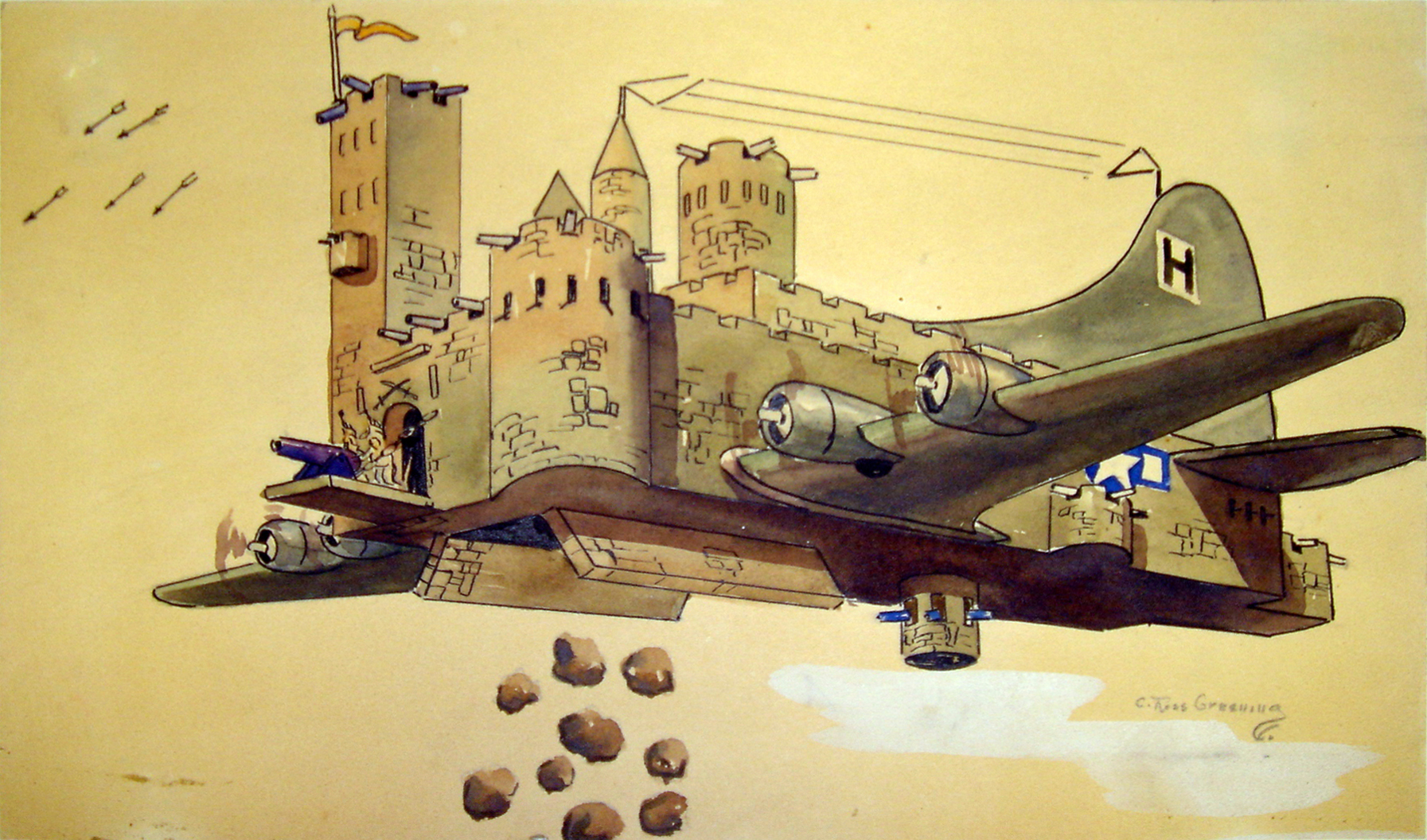
Khả năng của chiếc B-17 có thể đánh trả cuộc tấn công của đối phương, đồng thời vẫn có thể gây thiệt hại nặng cho bộ máy chiến tranh và trung tâm công nghiệp Đức được diễn tả một cách tưởng tượng trong bức tranh biếm họa này.

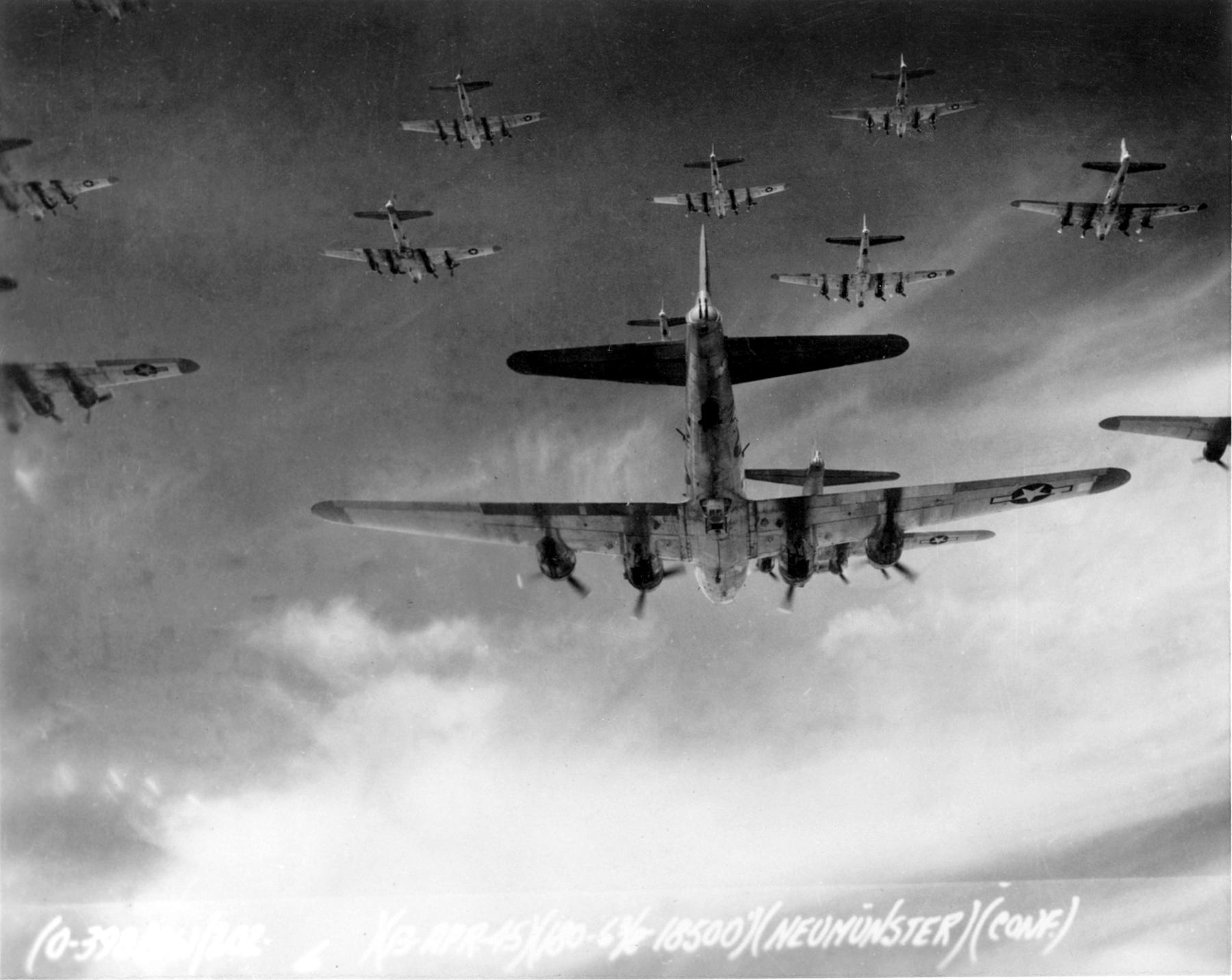
Bên trên bầu trời nước Đức, những chiếc B-17 Flying Fortress thuộc Liên đội Ném bom 398 trong phi vụ ném bom xuống Neumunster, Đức, vào ngày 13 tháng 4 năm 1945.

Chiếc B-17 Flying Fortress, vì nhiều lý do, đã trở nên một biểu trưng cho sức mạnh của Hoa Kỳ và cũng là một biểu trưng của Không lực nước này. Nó đạt được một tiếng tăm kéo dài trong công luận, vượt quá đa số các máy bay ném bom khác.
Trong những năm 1930, Không lực Lục quân Hoa Kỳ, dưới sự lãnh đạo của Tướng Frank Maxwell Andrews và Trường Chiến thuật Không lực, đã giới thiệu chiếc máy bay ném bom này như là một vũ khí chiến lược. Tướng Henry H. Arnold, tư lệnh Không lực Lục quân Mỹ, chủ trương phát triển máy bay lớn hơn có tính năng bay tốt hơn và Trường Chiến thuật đã hoàn toàn tán thành. Chiếc B-17 đúng là những gì mà Không lực đang tìm kiếm; nó là kiểu máy bay ném bom bay ở tầm cao, quãng đường bay xa và có khả năng tự phòng vệ.
Khi chiếc Kiểu 299 lần đầu tiên ra mắt vào ngày 28 tháng 7 năm 1935, tua tủa với nhiều khẩu súng máy được trang bị, Richard Williams, một thông tín viên của tờ báo Seattle Times đã đặt ra cái tên "Flying Fortress" với lời bình luận của ông "Tại sao, nó là một pháo đài bay được!". Boeing nhanh chóng nhận ra giá trị của cái tên và đã đăng ký nhãn hiệu để sử dụng nó.
Sau khi những chiếc B-17 đầu tiên được giao đến Liên đội Ném bom 2 Không lực Mỹ, họ bắt đầu thực hiện những chuyến bay quảng bá nhằm nhấn mạnh tầm bay xa và khả năng dẫn đường chính xác. Vào tháng 1 năm 1938, Chỉ huy Liên đội là Đại tá Robert C. Olds đã bay chiếc Y1B-17 từ bờ Đông đến bờ Tây nước Mỹ, lập một kỷ lục bay xuyên lục địa trong 13 giờ 27 phút. Ông cũng phá kỷ lục bay từ Tây sang Đông trong chuyến bay trở về, đạt tốc độ trung bình 394 km/h (245 dặm mỗi giờ) trong 11 giờ 1 phút. Sáu chiếc máy bay thuộc Liên đội Ném bom 2 đã cất cánh từ Căn cứ Không quân Langley vào ngày 15 tháng 2 năm 1938 để bay chuyến bay hữu nghị đến Buenos Aires, Argentina. Trải qua quãng đường 19.300 km (12.000 dặm), họ quay trở về vào ngày 27 tháng 2. Trong một phi vụ được công bố rộng rãi trên báo chí, ba chiếc B-17 đã "đánh chặn" và chụp ảnh chiếc tàu hành khách vượt đại dương Italy Rex ngoài khơi bờ biển Đại Tây Dương.
Chiếc Flying Fortress cũng chiếm được nhận thức và thiện cảm của công chúng. Vào năm 1943, Consolidated Aircraft tiến hành thăm dò ý kiến xem "công chúng quen thuộc đến mức nào những cái tên Liberator và Flying Fortress." Trong số 2.500 đàn ông tại các thành phố nơi mà Consolidated có thực hiện quảng cáo trên báo chí, chỉ có 73% từng nghe đến Liberator, trong khi đến 90% biết về chiếc B-17.

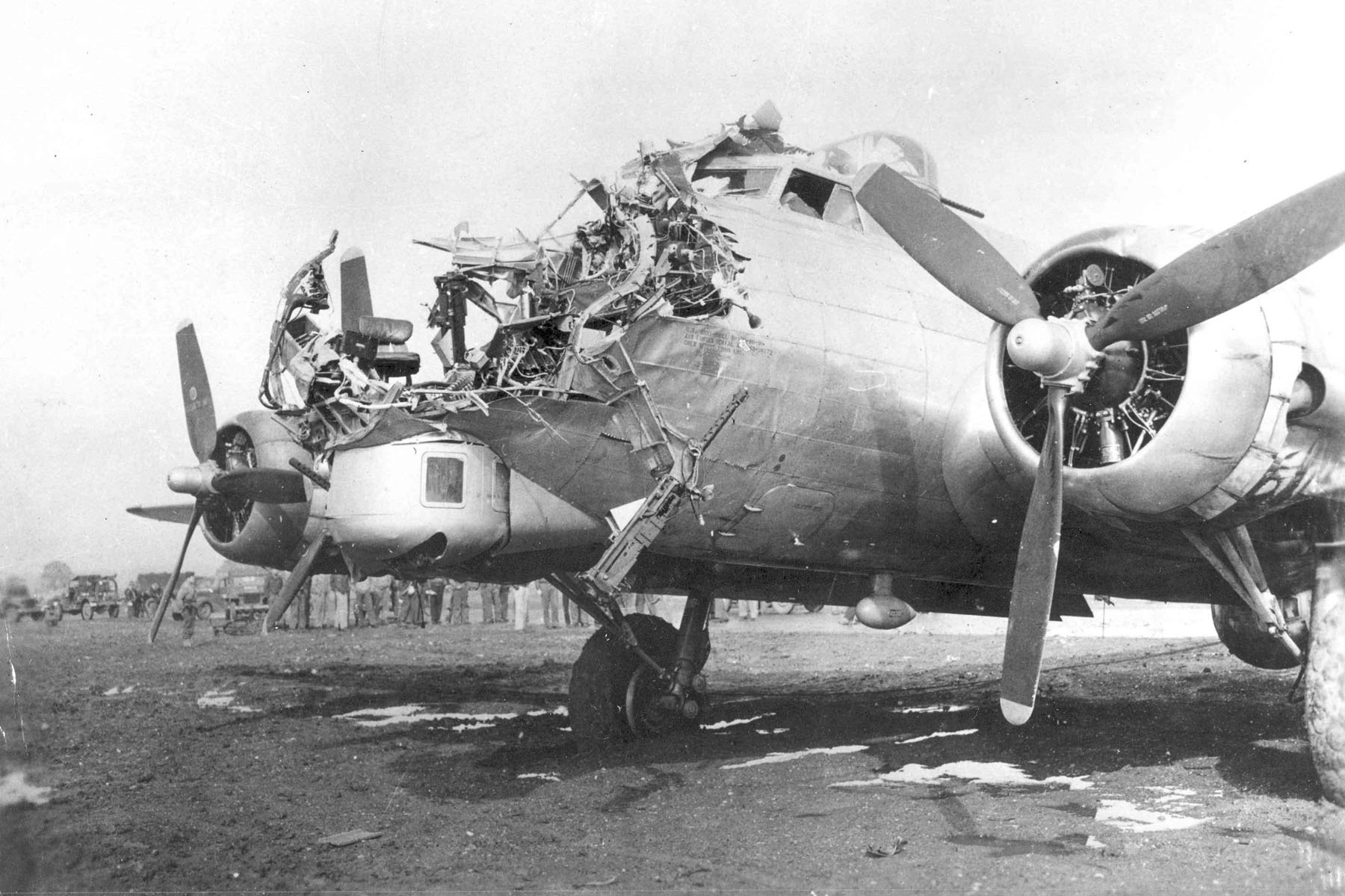
Chiếc B-17G số hiệu 43-38172 thuộc Phi đội 601, Liên đội Ném bom 398, bị hư hại trong phi vụ ném bom xuống Cologne, Đức, vào ngày 15 tháng 10 năm 1944; sĩ quan ném bom George E. Abbott bị thiệt mạng. Phi công Trung úy Lawrence De Lancey đã đem chiếc Fortress bị hư hại quay trở về được Nuthampstead, Anh Quốc, nơi ảnh được chụp. Chú ý đến hiệu quả hướng lên trên của trái đạn pháo phòng không.

Các nhà làm phim Hollywood đã mang chiếc máy bay lên những cuốn phim của họ, như là Twelve O'Clock High với sự tham gia của Gregory Peck. Cuốn phim này được quay với sự hợp tác chặt chẽ của Không quân Hoa Kỳ, có sử dụng những thước phim thật trong chiến đấu. Đến năm 1964, cuốn phim này được chuyển thể thành loạt phim truyền hình cùng tên, và đã được trình chiếu suốt ba năm. B-17 cũng xuất hiện trong bộ phim Test Pilot năm 1938 với Clark Gable và Spencer Tracy, trong Command Decision với Clark Gable năm 1948, trong Tora! Tora! Tora! năm 1970, và trong phim Memphis Belle với Eric Stoltz, Billy Zane và Harry Connick, Jr. vào năm 1990.
Trong chiến tranh, Không lực 8, lực lượng ném bom tấn công lớn nhất, được chỉ huy bởi các sĩ quan từng công khai ưa chuộng chiếc B-17. Trung tướng Jimmy Doolittle đã viết về ý muốn của ông để trang bị B-17 cho Không lực 8. Dẫn chứng ưu thế về tiếp liệu khi giữ các đơn vị ở tiền phương có số chủng loại máy bay tối thiểu với việc bảo trì và phụ tùng đặc trưng, ông mong mỏi được trang bị máy bay ném bom B-17 và máy bay tiêm kích P-51. Quan điểm của ông được các nhà phân tích thống kê của Không lực 8 ủng hộ, khi các nghiên cứu thừa nhận những chiếc Fortress có tính năng động và khả năng sống sót lớn hơn nhiều so với chiếc B-24.
Được ưa chuộng bởi các đội bay vì đưa được họ về nhà cho dù bị thiệt hại đáng kể trong chiến đấu, sự bền bỉ của nó, đặc biệt là khả năng đáp bằng bụng và đáp trên mặt biển, nhanh chóng trở nên huyền thoại. Những câu chuyện và hình ảnh về những chiếc B-17 sống sót sau các hư hại trong chiến đấu được lưu truyền rộng rãi, nâng cao tính biểu trưng của nó. Cho dù có tính năng bay và tải trọng bom kém hơn so với những chiếc B-24 Liberator có số lượng nhiều hơn, một cuộc khảo sát trên các đội bay của Không lực 8 cho thấy một tỉ lệ hài lòng nhiều hơn trên chiếc B-17.
Chiếc máy bay B-17 nổi tiếng nhất, chiếc Memphis Belle, đã được cho bay cùng với đội bay của nó vòng quanh nước Mỹ để tuyên truyền cho tinh thần quốc gia (và để bán Trái phiếu Chiến tranh), và đã xuất hiện trong một phim tài liệu của Không lực Mỹ: Memphis Belle: A Story of a Flying Fortress.
Sau khi chiến tranh kết thúc, đa số những chiếc B-17 bị tháo dỡ, nhưng Không quân Mỹ có giữ lại một số chiếc B-17 dành để chuyên chở các yếu nhân và hướng dẫn mục tiêu giả. Hải quân và lực lượng Tuần duyên sở hữu 30 chiếc B-17 từ năm 1945, được sử dụng để tuần tra biển, dưới tên gọi PB-1G như là máy bay tìm kiếm cứu nạn, tương tự như chiếc B-17H của Không lực; và kiểu PB-1W, máy bay tuần tra duyên hải trang bị radar cảnh báo sớm. Chiến trang đã kết thúc trước khi những chiếc PB-1W được đưa vào hoạt động và các trang bị phòng vệ sau đó được tháo bỏ. Lực lượng Phòng vệ Duyên hải cho nghỉ hưu chiếc PB-1G cuối cùng số hiệu 77254 vào tháng 10 năm 1959, là chiếc Fortress cuối cùng hoạt động trong quân đội Mỹ.
Trong những năm 1960 và 1970, những chiếc Fortress phải chật vật để tồn tại, vì việc duy trì hoạt động những chiếc máy bay bốn động cơ rất tốn kém, trong khi phong trào bảo tồn máy bay cổ chưa được khởi động. Việc bảo tồn những chiếc Fortress còn lại bắt đầu khởi sắc khi những chiếc B-17 dùng trong chữa cháy bắt đầu được đưa ra thị trường vào cuối những năm 1970.

## Các nước sử dụng

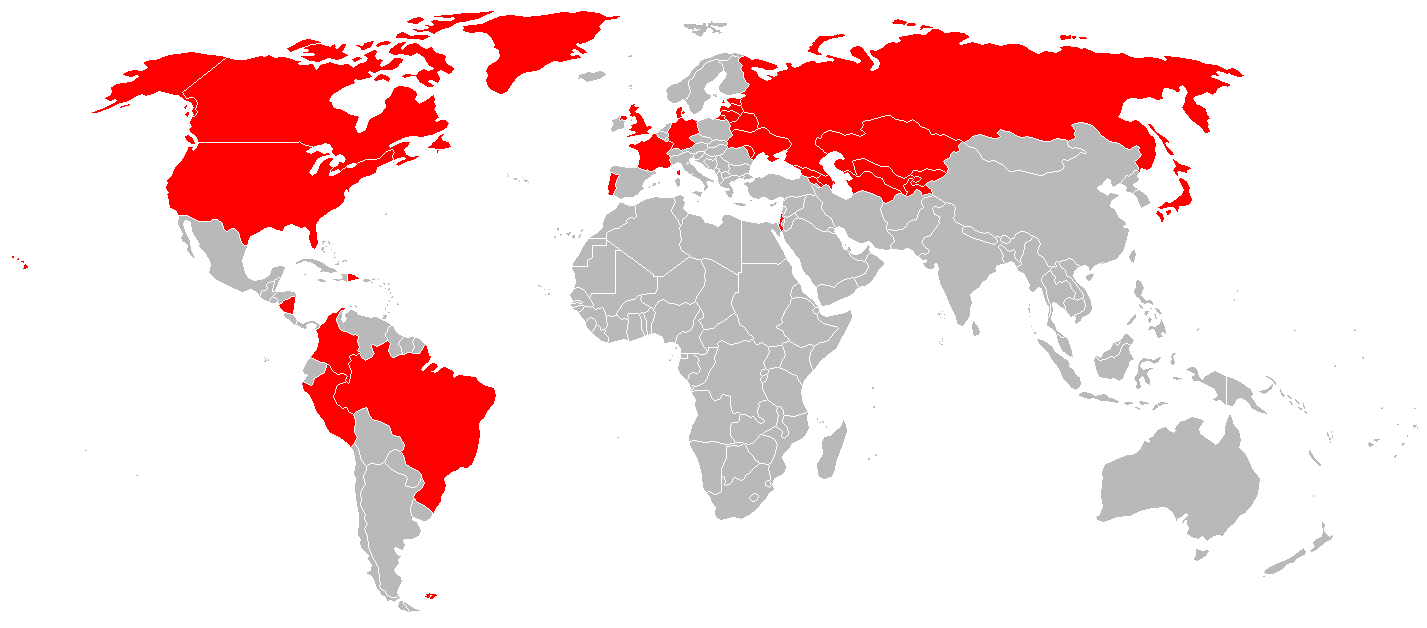
Các nước sử dụng B-17 quân sự

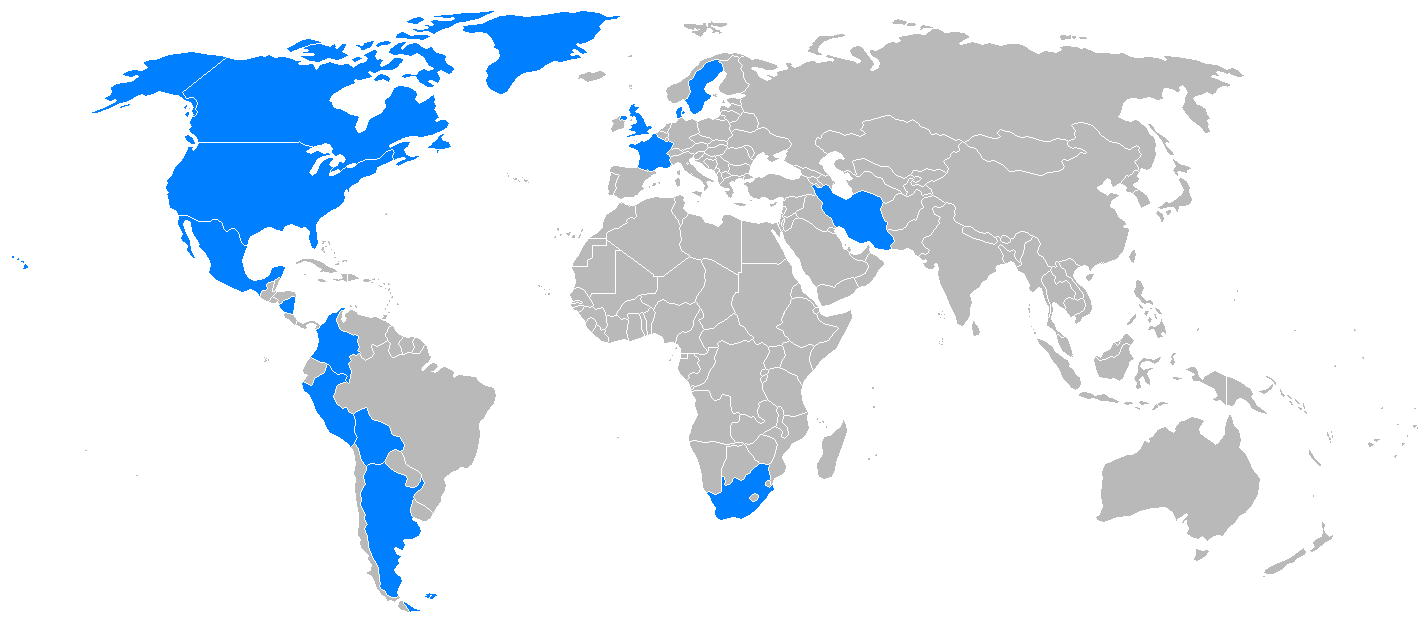
Các nước sử dụng B-17 dân sự

Chiếc B-17 là một máy bay linh hoạt, hoạt động trong nhiều đơn vị Không lực Mỹ tại nhiều chiến trường trong suốt Thế Chiến II, và trong những vai trò không ném bom trong Không quân Hoàng gia Anh. Nó được sử dụng chủ yếu tại Mặt trận châu Âu, nơi mà tầm bay ngắn hơn và tải trọng bom ít hơn so với các máy bay khác không ảnh hưởng nhiều như tại Mặt trận Thái Bình Dương. Số lượng máy bay phục vụ cho Không lực Mỹ vào lúc cao điểm (tháng 8 năm 1944) là 4.574 chiếc trên khắp thế giới.
- Argentina
- Bolivia
- Brasil
- Canada
- Colombia
- Đan Mạch
- Cộng hòa Dominica
- Pháp
- Đức Quốc xã
- Iran
- Israel
- Nhật Bản
- México
- Nicaragua
- Perú
- Bồ Đào Nha
- Nam Phi
- Liên Xô
- Thụy Điển
- Anh Quốc
- Hoa Kỳ

## Những chiếc còn lại
Có tổng cộng 53 khung máy bay còn lại trên khắp thế giới :
- 15 chiếc còn trong tình trạng bay được
- 19 chiếc được trưng bày
- 5 chiếc đang được phục chế để bay được
- 2 chiếc đang được phục chế để trưng bày
- 5 chiếc đang được cất kho
- 7 khung máy bay ở dạng không hoàn chỉnh

## Những chiếc B-17 nổi bật

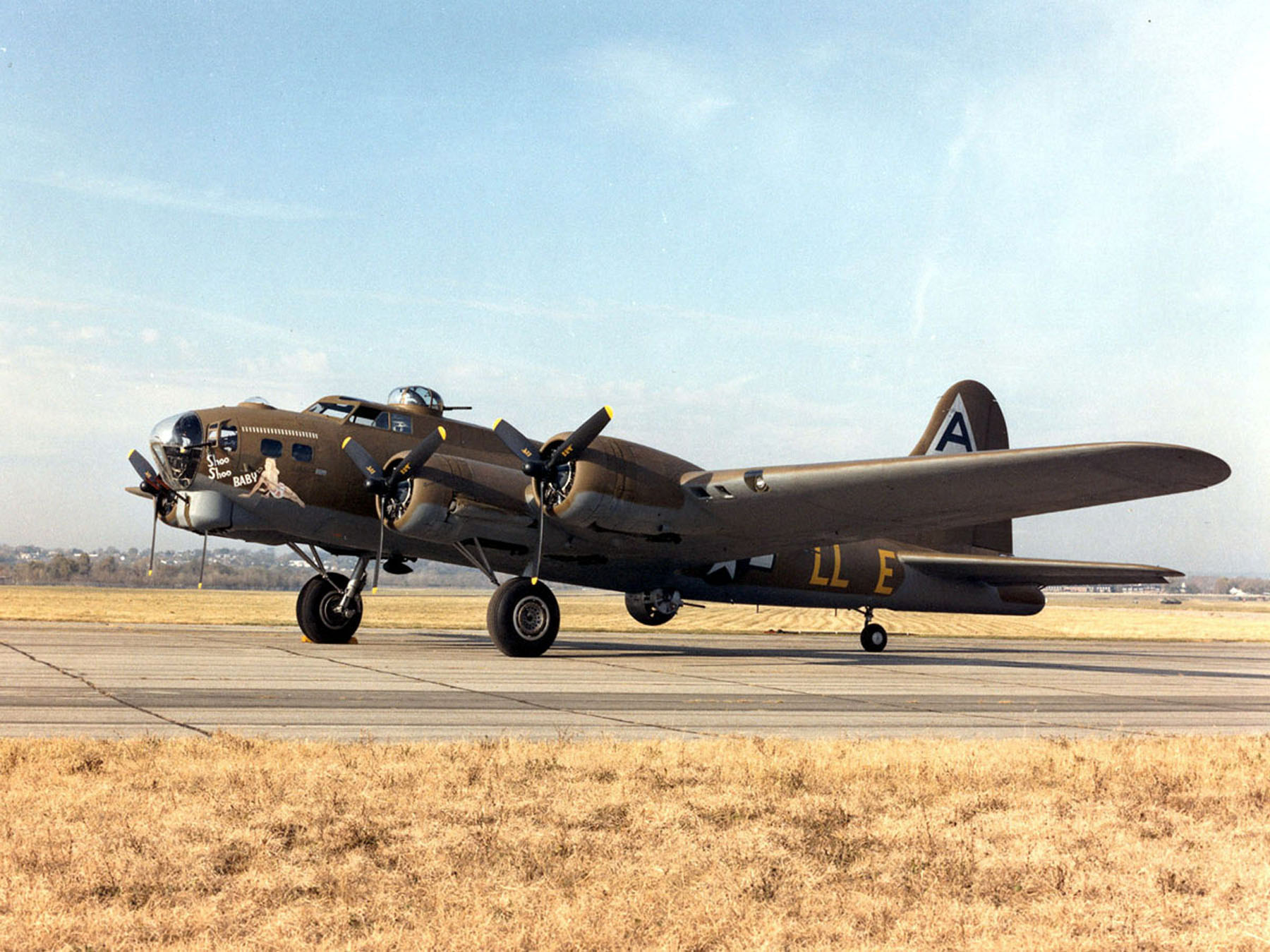
B-17G Shoo Shoo Baby

- Aluminum Overcast
- Fuddy Duddy
- Memphis Belle
- My Gal Sal
- Nine-O-Nine
- Old 666
- Sally B
- Sentimental Journey
- Shoo Shoo Baby
- Texas Raiders
- The Swoose
- Yankee Doodle
- Piccadilly Lilly
- Venus Ramey
- Swamp Ghost

## Các phi công và đội bay B-17 nổi bật

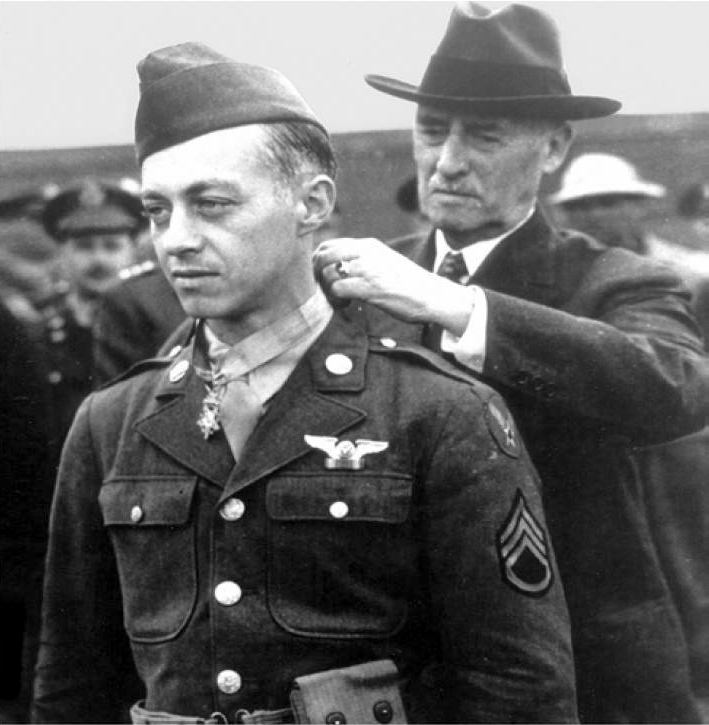
Maynard H. Smith được Bộ trưởng Chiến tranh, Henry L. Stimson trao tặng Huân chương Danh dự.

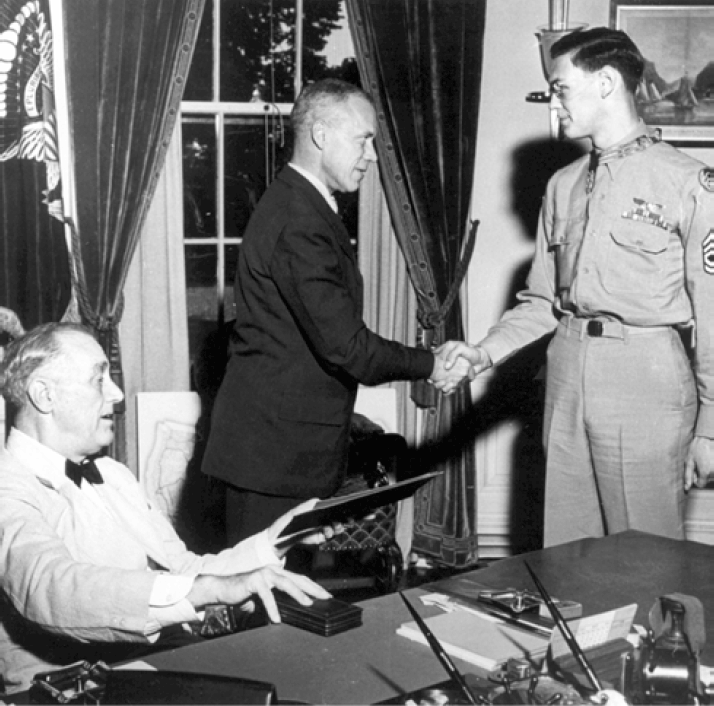
Forrest L. Vosler nhận Huân chương Danh dự từ Tổng thống Roosevelt.

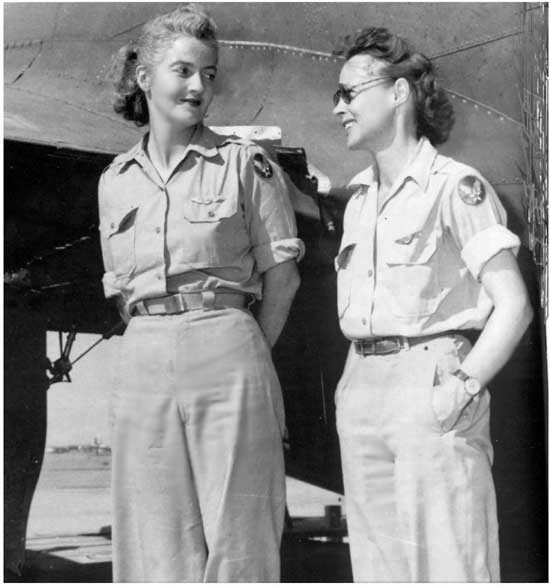
Từ trái sang phải, phi công Nancy Love và phi công phụ Betty (Huyler) Gillies, những phụ nữ đầu tiên lái máy bay ném bom hạng nặng Boeing B-17 Flying Fortress.

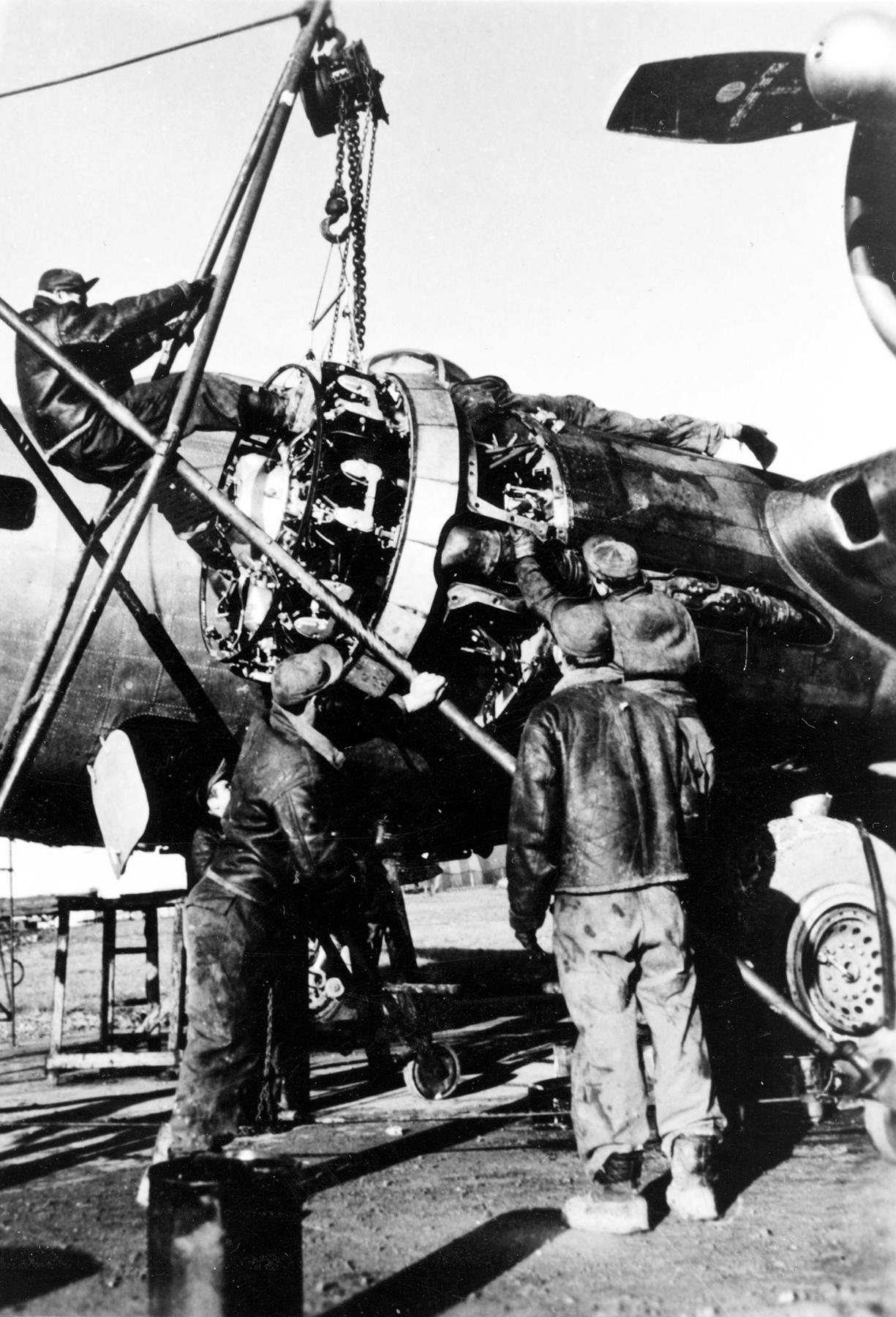
Tại Nuthampstead, Anh Quốc. Kỹ thuật viên mặt đất thuộc Liên đội Ném bom 398 đang thay động cơ cho một chiếc B-17 Flying Fortress. Trong quá trình phục vụ tại Anh Quốc từ tháng 5 năm 1944 đến tháng 4 năm 1945, Liên đội 398 đã thực hiện 195 phi vụ và bị tổn thất 292 người cùng 70 máy bay B-17 trong chiến đấu.

### Những người được tặng thưởng Huân chương Danh dự
Nhiều thành viên đội bay B-17 từng được nhận nhiều huân chương và danh hiệu, trong đó nổi bật nhất có 17 người được nhận Huân chương Danh dự, phần thưởng quân sự Hoa Kỳ cao quý nhất do Chính phủ Mỹ trao tặng:
- Chuẩn tướng Frederick Castle[103]
- Thiếu úy Robert Femoyer[104]
- Trung úy Donald Gott (truy tặng)[105]
- Thiếu úy David Kingsley[106]
- Trung úy William R. Lawley, Jr.[107]
- Trung sĩ Archibald Mathies (truy tặng)[108]
- Trung úy Jack W. Mathis (sĩ quan không lực đầu tiên tại Mặt trận Tây Âu được tặng Huân chương Danh dự) (truy tặng)[109]
- Thiếu úy William E. Metzger, Jr. (truy tặng)[105]
- Trung úy Edward Michael[110]
- Trung úy John C. Morgan[111]
- Đại úy Harl Pease (truy tặng)[112]
- Thiếu úy Joseph Sarnoski (awarded posthumously)[113]
- Thượng sĩ Maynard H. Smith[114]
- Trung úy Walter E. Truemper (truy tặng)[108]
- Thượng sĩ Forrest L. Vosler[115]
- Chuẩn tướng Kenneth Walker[116]
- Thiếu tá Jay Zeamer, Jr.[117]

### Các thành tích và sự kiện quân sự
- Allison C. Brooks (1917–2006): Được tặng thưởng nhiều huân chương quân sự, và cuối cùng được thăng đến cấp bậc Thiếu tướng, phục vụ trong quân đội thường trực cho đến năm 1971.
- Đại úy Werner G. Goering: Người Mỹ gốc Đức sinh trưởng tại Hoa Kỳ, cháu của Tư lệnh Không quân Đức Quốc xã trong Thế Chiến II Hermann Göring.[118]
- Immanuel J. Klette (1918–1988): Người Mỹ gốc Đức thế hệ thứ hai, tham gia 91 phi vụ chiến đấu, đứng đầu số phi vụ mà một phi công Không lực 8 từng thực hiện trong Thế Chiến II.[119]
- Colin Kelly (1915–1941): Phi công B-17 Hoa Kỳ đầu tiên bị mất trong chiến đấu.[120]
- Đại tá Frank Kurtz (1911–1996): Phi công Không lực Mỹ được tặng thưởng nhiều huân chương nhất trong Thế Chiến II; đoạt huy chương đồng môn lặn tại Thế vận hội Olympic (1932); sống sót qua trận tấn công sân bay Clark, Philippines; Chỉ huy trưởng Liên đội Ném bom hạng nặng 463 thuộc Không lực 15 tại Celone, Foggia, Italy (1944–1945); cha của diễn viên Swoosie Kurtz.
- Tướng Curtis LeMay (1906–1990): Trở thành Tư lệnh Bộ chỉ huy Không quân Chiến lược rồi trở thành Tư lệnh Không quân Hoa Kỳ.
- Trung tá Nancy Love (1914–1976) và Betty (Huyler) Gillies (1908–1998): Những phụ nữ đầu tiên đạt chuẩn bay B-17 vào năm 1943.[121]
- Đại tá Robert K. Morgan (1918–2004): Phi công chính của chiếc Memphis Belle.
- Trung tá Robert Rosenthal (1917–2007): chỉ huy chiếc B-17 "Rosie's Riveters" duy nhất còn sống sót trong cuộc không kích của Liên đội Ném bom 100 thuộc Không lực 8 xuống Münster năm 1943, được tặng thưởng 16 huân chương (kể cả một chiếc của Anh và một của Pháp), và đã dẫn đầu cuộc ném bom xuống Berlin ngày 3 tháng 2 năm 1945 được cho là đã kết thúc mạng sống của Thẩm phán Roland Freisler, một tên "đồ tể" của Đệ Tam đế chế.
- Chuẩn tướng Paul Tibbets (1915–2007): Từng bay cùng Liên đội Ném bom hạng nặng 97 cho cả Không lực 8 tại Anh và Không lực 12 tại Bắc Phi; sau này là phi công lái chiếc B-29 Enola Gay thả quả bom nguyên tử đầu tiên xuống Hiroshima, Nhật Bản.
- Robert Webb (1922–2002):, được tặng thưởng huân chương Chữ thập bay Dũng cảm.
- Trung úy Eugene Emond (1921–1998): phi công lái chiếc B-17 "Man O War II", được tặng thưởng huân chương Chữ thập bay Dũng cảm cùng nhiều huân chương khác. Ông từng chứng kiến tận mắt một trong những máy bay phản lực đầu tiên khi một chiếc Me 262 bay qua đội hình của ông trên bầu trời Đức. Là một trong những phi công ném bom trẻ nhất của Không lực Mỹ.
- Trung úy Emil "Mickey" Cohen (1924–2008): Biệt danh "The Kid" (em bé). Bay cùng Phi đội 709, Liên đội Ném bom 447 tại Rattlesden, Anh Quốc. Lái chiếc "Barbara Jane" cùng hai phi vụ trên chiếc "The Blue Hen Chick". Là phi công B-17 trẻ nhất của Không lực 8 và có thể là phi công ném bom trẻ nhất của Không lực Lục quân Hoa Kỳ.

### Các thành tích và sự kiện dân sự
- Martin Caidin (1927–1997): Tác giả cuốn tiểu thuyết Cyborg, cốt truyện đặt nền tảng cho The Six Million Dollar Man, viết câu chuyện kể về đội hình chuyến bay B-17 vượt Đại Tây Dương cuối cùng từng thực hiện, Everything But the Flak.
- Clark Gable (1901–1960): diễn viên điện ảnh từng đoạt Giải Oscar, từng thực hiện năm phi vụ như một xạ thủ súng máy cùng những liên đội khác nhau từ tháng 5 đến tháng 9 năm 1943, kể cả chiếc B-17 Eight Ball của Phi đội 359, Liên đội Ném bom 351.
- Tom Landry (1924–2000): Cầu thủ và huấn luyện viên nổi tiếng của đội bóng bầu dục Mỹ Dallas Cowboys. Từng là phi công phụ B-17 đã thực hiện 30 phi vụ tại châu Âu trong những năm 1944–1945 cùng Liên đội Ném bom 493, sống sót sau một vụ rơi máy bay tại Bỉ sau khi máy bay bị cạn nhiên liệu.

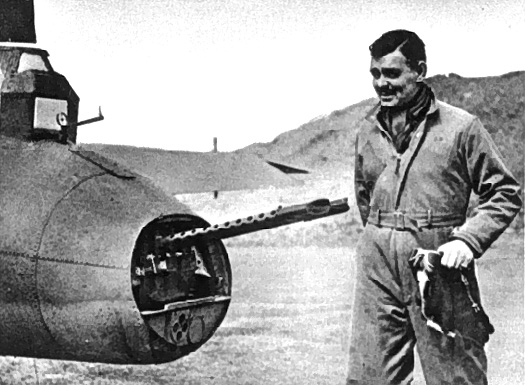
Clark Gable cùng một chiếc B-17F Không lực 8 tại vị trí tháp súng đuôi, Anh Quốc, năm 1943

- Norman Lear: điện báo viên, hoạt động cùng Liên đội Ném bom hạng nặng 463 thuộc Không lực 15 tại Celone, Foggia, Italy; nhà sản xuất các chương trình hài kịch trên truyền hình Sanford and Son, Maude và All in the Family cùng nhiều chương trình khác.
- Gene Roddenberry (1921–1991): Người sáng tạo loạt phim khoa học viễn tưởng Star Trek; lái B-17 thuộc Phi đội 394, Liên đội Ném bom hạng nặng 5 tại Mặt trận Thái Bình Dương.[122]
- Robert Rosenthal (1917–2007): Phi công thuộc Liên đội Ném bom 100. Phụ tá cho Công tố viên Hoa Kỳ tại tòa án Nuremberg, nơi ông thẩm vấn Hermann Göring.
- Chuẩn tướng Robert Lee Scott, Jr. (1908–2006): Nổi tiếng nhờ quyển tự truyện God is My Co-Pilot, nói về những thành tích của ông trong Thế Chiến II cùng Đội Phi Hổ và lực lượng Không lực Mỹ ở Trung Quốc và Miến Điện.
- James Stewart (1908–1997): diễn viên điện ảnh từng đoạt Giải Oscar, từng được huấn luyện trên chiếc B-17 trước khi thực hiện 20 phi vụ trên chiếc B-24 cùng Không lực 8 ở Anh Quốc. Nghỉ hưu khỏi lực lượng Không quân Dự bị ở cấp Chuẩn tướng.[123]
- Bert Stiles (1920–1944): Nhà văn viết truyện ngắn. Là phi công phụ trong Liên đội ném bom 91 từ tháng 3 đến tháng 10 năm 1944. Bị giết trong chiến đấu khi lái một chiếc P-51 trong lượt phục vụ thứ hai.
- Smokey Yunick (1923–2001): Nhà thiết kế xe đua từng đạt giải thưởng và là đội trưởng đội đua NASCAR hàng đầu. Là phi công từng thực hiện 50 phi vụ B-17 cùng Liên đội Ném bom hạng nặng 97 của Không lực 15 tại Amendola, Foggia, Italy.[124]

## Đặc điểm kỹ thuật (B-17G)

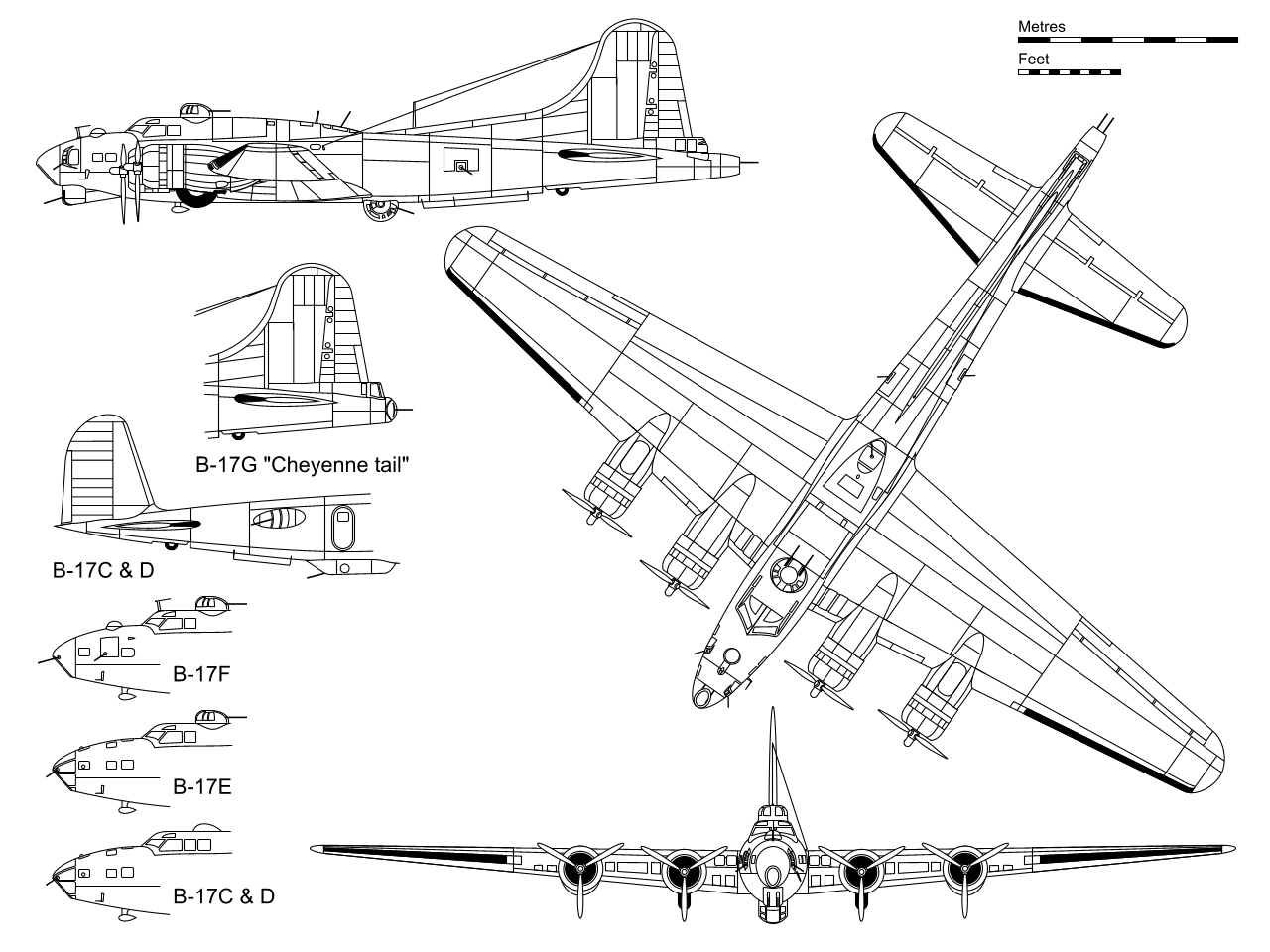
Hình chiếu 3-chiều chiếc B-17G, với chi tiết kiểu cánh đuôi "Cheyenne" vài biến thể chính

Dữ liệu lấy từ: The Encyclopedia of World Aircraft

### Đặc tính chung
- Đội bay: 10 người: Phi công, phi công phụ, hoa tiêu, ném bom/xạ thủ súng máy mũi, kỹ sư/xạ thủ tháp súng lưng, điện báo viên, xạ thủ súng máy hông (2 người), xạ thủ tháp súng bụng, xạ thủ pháo đuôi.[125]
- Chiều dài: 22,66 m (74 ft 4 in)
- Sải cánh: 31,62 m (103 ft 9 in)
- Chiều cao: 5,82 m (19 ft 1 in)
- Diện tích bề mặt cánh: 131,92 m² (1.420 ft²)
- Kiểu cánh: NACA 0018 / NACA 0010
- Tỉ lệ dài/rộng cánh: 7,57
- Lực nâng của cánh: 185,7 kg/m² (38,0 lb/ft²)
- Trọng lượng không tải: 16.391 kg (36.135 lb)
- Trọng lượng có tải: 24.495 kg (54.000 lb)
- Trọng lượng cất cánh tối đa: 29.710 kg (65.500 lb)
- Động cơ: 4 x động cơ Wright R-1820-97 "Cyclone" bố trí vòng tròn có turbo-siêu tăng áp, công suất 1.200 mã lực (895 kW) mỗi động cơ

### Đặc tính bay
- Tốc độ lớn nhất: 462 km/h (249 knot, 287 dặm mỗi giờ)
- Tốc độ bay đường trường: 293 km/h (158 knot, 182 dặm mỗi giờ)
- Tầm bay tối đa: 3.219 km (1.738 hải lý, 2.000 dặm) với 2.722 kg (6.000 lb) bom
- Trần bay: 10.850 m (35.600 ft)
- Tốc độ lên cao: 4,6 m/s (900 ft/min)
- Tỉ lệ lực đẩy/khối lượng: 0,15 kW/kg (0,089 hp/lb)

### Vũ khí
- 13 x súng máy Browning M2 12,7 mm (0,50 in), 281 viên đạn mỗi khẩu
- Bom:
  - Chất tối đa: 7.800 kg (17.600 lb) bom.
  - Tầm bay ngắn (dưới 640 km, 400 dặm): 3.600 kg (8.000 lb)
  - Tầm bay dài (khoảng 1.300 km, 800 dặm): 2.000 kg (4.500 lb)

## Nội dung liên quan
Các phiên bản B-17 Flying Fortress

### Máy bay liên quan
- Boeing XB-15
- Boeing XB-38 Flying Fortress
- Boeing YB-40 Flying Fortress
- Boeing C-108 Flying Fortress

### Máy bay tương tự
- Avro Lancaster
- Consolidated B-24 Liberator
- Focke-Wulf Fw 200
- Handley Page Halifax
- Heinkel He 177
- Junkers Ju 290
- Petlyakov Pe-8
- Piaggio P.108B
- Short Stirling

### Trình tự thiết kế
- Quân sự: XB-14 – XB-15 – XB-16 – B-17 – B-18 – XB-19 – Y1B-20
- Boeing: 266 – 281 – 294 – 299 – 300 – 307 – 314

### Danh sách liên quan
- Danh sách máy bay chiến đấu
- Danh sách máy bay quân sự Hoa Kỳ
- Danh sách máy bay trong Chiến tranh Thế giới II
- Danh sách máy bay ném bom